# ゼノブレイド2
『ゼノブレイド2』（Xenoblade 2、英: Xenoblade Chronicles 2、略称: ゼノブレ2、ゼノ2）は、モノリスソフトが開発し、任天堂より2017年12月1日に発売されたNintendo Switch用コンピュータRPG。

## 概要
2017年1月13日に開催された「Nintendo Switch プレゼンテーション 2017」で発表された『ゼノブレイド』シリーズのナンバリング作品。戦略性の高い戦闘と壮大な冒険が楽しめる本格RPG。
総監督は前作に引き続き高橋哲哉が務め、原案・構成・脚本も高橋が手がける。高橋によると開発の構想は『ゼノブレイドクロス』製作中の2014年末から2015年初頭から始まっており、コンセプトは「ジュブナイル&ボーイミーツガール」。『ゼノブレイド』の直系タイトルとしてイメージしてもらうため「2」がつけられており、『ゼノブレイド』と直接的なつながりはないが『ゼノブレイド』をプレイした人が喜ぶような仕掛けもあると高橋は解説している。脚本は高橋が基本的なプロットを竹田裕一郎と兵頭一歩に提示し、3人それぞれが執筆した原稿を合わせ、さらに加筆修正を加えて作り上げた。メインキャラクターデザインは齋藤将嗣、本作に登場する敵組織「イーラ」のキャラクターデザインはスクウェア・エニックスの野村哲也が手がけている。野村は高橋のスクウェア所属時代の後輩であり、高橋側の依頼で野村の本作への参加が実現した。
通常版のほかにサウンドトラックや設定資料集が同梱された『Collector's Edition』、本作のヒロインであるホムラと、彼女が持つ聖杯の剣をモチーフにした、特別デザインの『Nintendo Switch Proコントローラー Xenoblade2エディション』も同時発売。
メタスコアは83点を獲得している。
2022年7月29日には、『ゼノブレイド3』が発売された。1と2の世界の未来を繋ぐ物語となっている。

## ストーリー
天空にそびえ立つ「世界樹」を中心に広がる雲海の世界「アルスト」。アルストができる遥かな昔、人々は世界樹の上に住む創生の「神」と共に暮らしていたという。天空に築かれた豊穣の大地。昼を夜に、雨を晴れにすることもできる理想郷。
人々はそこを「楽園」と呼んでいた。
だがある日、人々は楽園を追われてしまい、アルストに移り住む。アルストに移り住んだ人は、その過酷な環境に耐えられず、長く生きることは出来なかった。やがて人類が滅亡の危機に陥ったとき、憐れに思った神は自らの僕である「巨神獣（アルス）」を遣わし、人々を救った。僅かに生き残った人は巨神獣へと移り住み、幾万もの昼と夜を共に過ごした。
こうして「アルスト」は誕生し、人々は巨神獣に国を築くことで生きるようになった。しかし、いつしか巨神獣は老齢に達し、寿命を迎えた巨神獣は雲海へと沈んでいってしまう。巨神獣という寄辺を失った人々による混乱が、世界にひずみを生み出し始めていた。
主人公のレックスは、雲海から資材や古代文明の遺物を引き揚げるサルベージを行う「サルベージャー」を生業とする少年。楽園につながる何かを見つけるためにサルベージャーになり、現在は故郷を離れて小型の巨神獣「じっちゃん」の背中の上で暮らしている。ある日、秘密結社“イーラ“にサルベージャーとしての腕を買われ、古代の沈没船の物資を回収する依頼をされたレックスは、引き揚げられた沈没船の船内で「天の聖杯」と呼ばれる亜種生命体「ブレイド（詳細は後述）」の少女ホムラを発見する。レックスは、ホムラの前に置いている剣に触ろうとしたが、その直後、“イーラ”の首魁シンによって命を奪われてしまう。死んだはずのレックスだったが、気が付くとレックスは草原に立っており、そこにはホムラの姿があった。ホムラはレックスに自身の命の半分を分け与える代わりに共に楽園へと連れていくことを願い、レックスもその願いを聞き入れる。
こうしてホムラに命を救われたレックスは、彼女と運命を共有する“天の聖杯のドライバー”として、楽園に連れていってほしいというホムラの願いを叶えるため、「天の聖杯」をめぐるさまざまな謀略や、国家間の対立などと対峙しながら、世界の中心“世界樹”の上にあるという伝説の地、“楽園”を目指す旅に出る。

## ゲームシステム

### フィールド
本作では「巨神獣（アルス）」がフィールドとなり複数の巨神獣を渡りながら冒険を進めていく。巨神獣によって環境や景色は大きく異なり、危険生物もうごめいている。巨神獣の外に広がる雲海には満ち干きがあり、時間によって行ける場所が変化する。時間はいつでも自由に変えられる。各所には「ランドマーク」と呼ばれる名所があり、一度発見した場所にはいつでも移動できる。敵に敗れパーティが全滅、あるいは高所から落下したりダメージを受ける地帯など、特定の条件で操作キャラが力尽きると最後に通過したランドマークに戻される。このときそれまで獲得した経験値やアイテムを失うことはない。ランドマークの中には秘境と呼ばれる絶景ポイントがある。
各地にはお宝を発見できる「採集ポイント」や雲海に潜れる「サルベージポイント」などがある。サルベージポイントはお宝を引き上げることができるが、敵モンスターも一緒に引き上げてしまうことがある。そのモンスターとの戦闘は回避できない。
モンスターは時間や天候によって出現する種類が変わり、近づいても襲ってこないもの、視界に入ると攻撃してくるもの、群れを成して行動しているもの、戦闘中に乱入してくるもの、仲間を呼ぶものなどがいる。時には低レベルの中に高レベルのモンスターが混じっていることがある。また、二つ名を持つ「ユニークモンスター」と呼ばれる凶暴なモンスターがおり、倒すと貴重なアイテムが手に入る。ユニークモンスターを倒すと「名を冠する者の墓」が建ち、調べると何度でも戦うことができる。Ver.1.5.0以降では難易度ごとの討伐時間が記録されるようになり、インヴィディアのフレースヴェルグの村にいる「戦いの観測者」に話しかけることで討伐時間を確認できる。
各所の町ではサルベージで入手したお宝を組み合わせて資金やアイテムと交換できる交易所、他にはポーチアイテムを売っている楽器屋、おもちゃ屋、本屋、食堂など様々な商店がある。ポーチアイテムは一定時間戦闘での補助効果があり、ドライバーやブレイドごとに好みのジャンルやアイテムが設定されている。町には困りごとを抱えている人がおり、解決するとクエスト報酬が貰える。宿屋ではクエストや傭兵団で獲得した経験値を振り分けレベルを上げることができる。各町で買い物を何度もすると「発展度」が上がっていき商品が安くなったり新たな傭兵団任務が追加される。また、各ショップで全ての商品を購入するとその店の権利書を購入できるようになり、その店のオーナーになれる。権利書は移動速度や経験値が上がるなどの効果がある。

### 戦闘
前作『ゼノブレイド』同様、戦闘はシームレスで移行し自動で攻撃する「オートアタック」が採用されている。前線で敵と戦う「ドライバー」と後方から武器や力を供給してサポートする「ブレイド」に分かれており、パーティメンバーは第2話でドライバー3人とそのブレイド2体、4話からは3体エンゲージできるようにっている。
通常攻撃を繰り返すと特殊攻撃「ドライバーアーツ」を発動することができる。敵の体勢を崩す、攻撃する位置によってダメージが上がる、回復アイテムを出現させるなど様々な種類がある。同じ種類の武器でも扱うドライバーによって発動できるドライバーアーツは変化する。各武器には4種類のドライバーアーツがあり、その内3種類を使用できる。戦闘でなどで獲得するSPを使うと新たなスキルを取得し、対応した武器を装備していると獲得するWPでドライバーアーツを強化することができる。ドライブアーツは攻撃する種類と順番によって「ドライバーコンボ」が発生し、コンボ中の敵は無抵抗になる。ただし敵の中にはドライバーコンボが効きにくい、または全く効かない敵もいる。
ドライブアーツを使っているとゲージがたまり、ブレイド自身が攻撃する「必殺技」を発動することができる。このときタイミングよくボタンを押すとダメージがあがる「ボタンチャレンジ」が発生する。成功させるとバトルナレーション（声 - 利根健太朗）の合いの手が入る。威力は4段階ありレベルが上がると演出も変わる。自分が操作しない仲間はそれぞれ独自の判断で攻撃しているが、必殺技の発動はプレイヤーが行うことができる。指定された属性の必殺技を一定時間内に3回成功させるとダメージが上昇する「ブレイドコンボ」が発生し、最後までつなげると敵からの状態異常を防ぐことができ、属性玉をつけることができる。コンボの順番は最初に属性によって決まる。コンボの2回目はレベル2以上、3回目はレベル3以上の必殺技を成功させることでコンボが成立する。仲間は自分でコンボをつなげられる属性を自動で選んでくれる。仲間の必殺技のレベルがどこまで溜まっているかはキャラアイコンの周囲を回っている白い球で確認できる。また、ドライバーコンボ中にブレイドコンボを決めるとダメージ増加、コンボ時間延長などの効果を得られる「フュージョンコンボ」が発生する。
戦闘中に増えていく「パーティゲージ」を一定までためると倒れた仲間を復活させることができ、満タンまでためると仲間と連携して必殺技を繰り出す強力な大技「チェインアタック」が発動する。チェインアタックで止めを刺すと経験値やゴールドなどの報酬が倍以上に増える。通常は3回のみだが、ブレイドコンボを最後までつなげると出現する「属性玉」を割るとチェインアタックの回数を増やすことができ、割るたびにダメージが増加する。属性玉は3回、反属性だと2回の攻撃で割ることができる。また、チェインアタック中に画面左上にあるゲージを溜めるとさらに強力な攻撃「フルバースト」が発動する。第7話終盤からは、ホムラ＆ヒカリの覚醒モードが使用できるようになる（この時はパーティーゲージは使用せず、すぐにチェインアタックを使用できる）。

### ブレイド
本作に登場する亜種生命体。作中に入手する不思議な結晶「コアクリスタル」と同調する「ブレイド同調」を行う事で新たなブレイドを生み出すことができ、最も出現しやすい「コモンブレイド」は4種類の姿（細身の男性、大柄な男性、女性、四足獣）があり、能力・武器・名前はランダムだが、中には「レアブレイド」と呼ばれる姿・能力が珍しいブレイドも存在する。どのような形体であっても、基本的には人語を理解し会話することが可能（作中におけるブレイドの詳細は「#設定・用語」を参照）。コアクリスタルにはエピック、レア、コモンの3種類がある。ひとつ同調するごとにオートセーブされるためリセットして再同調することはできない。ドライバーがブレイドと同調するときは「イデア」と呼ばれるステータスが関係してくる。イデアには勇気・誠実・慈悲・正義の4種類があり、勇気は火と水、誠実は風と氷、慈悲は雷と地、正義は闇と光の属性のブレイドが出やすくなる。イデアが成長すると強いブレイドと同調できる可能性が高くなる。イデアの成長にはブレイドのキズナリングを成長させるとレベルが上がることがあり、消費アイテム「ブースター」で一時的にイデアのレベルを上げられる。
ブレイドには「攻撃」「回復」「防御」の3タイプがあり、戦闘中に効果を発揮する「バトルスキル」、探索中に新たな道を切り開いたり採集アイテムを多く入手できるなどの効果を発揮する「フィールドスキル」、戦闘中にドライバーの攻撃や命中率を上げるなどのサポートを確率で行う「ブレイドアーツ」を持つ。各ブレイドは火・水・風・氷・雷・地・闇・光のいずれかの属性を持っている。属性は火と水、風と氷、雷と地、闇と光がそれぞれの弱点をつく関係になっている。1人のドライバーにつき3体までエンゲージ（連れて行くこと）ができ、戦闘中は「ブレイドスイッチ」で自由に切り替えることができる。一度同調したブレイドは基本的に他のドライバーは使用できないが、「オーバードライブ」というアイテムを使うと別のドライバーに変更することができる。ただしストーリーでドライバーのペアとなるブレイド（ホムラやビャッコなど）は基本的には変更できないが、第8話でレックスがマスタードライバーになるとレックスのみ全ブレイドとのエンゲージが可能になる。
戦闘中ドライバーとは紐のような「キズナ」で結ばれており、色や長さによって違う効果がある。ブレイドとドライバーが近い位置で戦い続けるとキズナが高まり最高になると必殺技・ドライバーアーツのレベルが一時的に1上昇し、バトルスキルの中にはキズナが最高時で発動するものもある。キズナの長さには限度があり離れすぎるとブレイドから得る力が弱まり、必殺技が発動できなくなる。
ブレイドの強化はドライバーに供給する武器を強化する「コアチップ」、武器に強力な効果を追加する「アシストコア」、ドライバーと冒険を重ねることでスキルが成長する「キズナリング」がある。コアチップはショップで購入するかモンスターから入手し、種類によっては特殊効果がつき武器の見た目が変わるものもある。アシストコアは採集で取れるアイテムと練成することで装備できるようになる。キズナリングの解放条件はブレイドごとに異なり、信頼度を高める、特定のモンスターを倒す、指定されたポーチアイテムを使うなどがある。信頼度はドライバーとの関係を数値化したもので、キズナリングを解放するだけでなく、ブレイドスイッチの速度が速くなる効果がある。信頼度を上げるには戦闘中にキズナを最高にする、傭兵団の任務を達成する、ポーチアイテムを使うなどがある。また、特定の場所に行くと信頼度がより深まる「キズナトーク」が発生する。
ブレイドは冒険に連れて行く以外では、様々な依頼をこなす「庸兵団」として派遣し報酬を貰え経験値や信頼度を上げることができる。任務内容に応じてブレイドの強さ、属性、性別、武器などが指定されており、推奨フィールドスキルを持つブレイドを加えると達成時間が短縮される。また、任務達成ごとにポイントを獲得し、一定のポイントを貯めると発生するクエストをクリアすると傭兵団のレベルが上がり、同調できるブレイドの可能数が増え新たな任務も追加される。

## 登場人物

### メインキャラクター
レックス（Rex）
声 - 下野紘
本作の主人公。サルベージャーを生業としている活発な少年。15歳。
性格は前向きかつ行動派。困っている人は放っておけないお人好しで、たとえ敵でも動機を察すれば説得すら試みるほど。若くしてサルベージャーとして生計を立てていることから世情はそれなりに把握している。損得勘定もしっかり持っており、いざという時の度胸もある。その前向きな人柄は多くの人を惹きつけ、メレフやジークだけでなく、ネフェルやゼーリッヒといった一国の王からも一目置かれている。しかし、じっちゃんやヴァンダムからは前向きすぎるゆえ周りが見えていないと指摘されており、ドライバーとなった当初はホムラの負担を考えずアーツを使いすぎて窮地に陥ることがあった。現在はリベラリタス島嶼群にある故郷のイヤサキ村から離れ、小型の巨神獣であるじっちゃんの背中で暮らしている。サルベージで稼いだ一部は故郷であるイヤサキ村に毎月仕送りしている。
両親はレックスが物心つく前に他界しており、イヤサキ村の住人達とじっちゃんによって育てられた。両親がいないことから人とのつながりを大事にしており、困っている友人がいると無茶をすることが多々あったらしい。
幼少の頃から「楽園」を信じており、楽園の存在が明らかになれば、数少ない巨神獣や物資を争い合う戦争も、大地が沈む不安に怯える必要もなくなると思っていた。サルベージャーの仕事に就いたのも、楽園に繋がる手がかりが見つかるかもしれないと思ったから。サルベージャーとしての腕前は自他共に認める程で業界内ではそこそこの有名人。また、サルベージの際に物資と一緒にモンスターを引き揚げてしまうことも少なからずあるため、戦闘の腕もそれなりにある。ただ、軍需物資を取り扱うことは避けているので、腕前の割には素寒貧気味だった。
職業柄なのか誰かを励ましたり、説得したりする際に「サルベージャーの合言葉」というものをよく使う。なお、好みの女性の髪型は「ポニーテール」。
物語序盤にてサルベージの仕事の一環で引き揚げた古代船の中で封印されていたブレイドの少女ホムラを発見するが、直後にサルベージを依頼していたイーラの首魁であるシンに胸を貫かれ死亡。しかし、ホムラが自身の命の半分を与えることで生き返り彼女のドライバーとなり、その礼としてホムラを「楽園」へ連れて行くことを約束し、これが世界の行く末に大きく関わっていくこととなる。
ホムラの事はブレイドとしてだけでなく、一人の女性として大切にしており、命を分けて貰った彼女と共に楽園を目指すことが、彼の行動原理の一つになっている。モルスの断崖でホムラから自分の本当の望みが自身の消滅であることを告げられたが、共に楽園を目指すという意思を貫きホムラの想いを受け入れたことで天の聖杯の真のドライバー「マスタードライバー」として覚醒する。マスタードライバーとなったことで自分が望む事象を実現できるようになり、光速で動くシンの動きにも対応している。覚醒後は服装が覚醒したホムラ/ヒカリとお揃いの服に変わり、他のドライバーと同調しているブレイド（人工ブレイドのハナは除く）も連れて行けるようになる。
なお、最初にメツと対峙した際に「その瞳の色、もっと注意しておくべきだった」と言われたが、これはヒカリの前のドライバーであるアデルとレックスの瞳の色が同じであることから、警戒しているものと考えられる。
ゼノブレイド3のエンディングでホムラ、ヒカリ、ニアとの間にそれぞれ子供が授かったことが写真を通してほのめかされている。
ホムラ（Pyra）
声 - 下地紫野
タイプ - 攻撃 / 属性 - 火 / 武器 - 聖杯の剣
本作のヒロイン。レックスのパートナーとなるブレイドの少女。翠玉色のコアクリスタルを持つ「天の聖杯」と呼ばれる伝説のブレイドであり、その力は他のブレイドと比べて圧倒的なもので、覚醒後は多くの勢力に狙われる事となる。
穏やかで心優しい性格。押しが弱いと思われがちだが、仲間のために我が身を犠牲にすることも厭わない芯の強さを持つ。また、意外と負けず嫌いな所がある模様。料理が得意かつ趣味で特に火を使う料理であれば大抵のものは美味しく作れる一方で、夜になると身体の一部が発光してしまうのを恥ずかしがったり、自身の体重を気にしたりするなど女性らしい一面もある。
正体は「本当の天の聖杯」であるヒカリが自身の存在を封印するために生み出した人格（ヒカリについての詳細は後述）。ホムラが生み出す炎は天の聖杯の余剰エネルギーで普通の炎と違い水の影響を受けない。また人間よりも強い遠赤外線が出ており、ルクスリアのような極寒の地でもホムラの周囲は暖かい。
故郷である「楽園」に帰ることを切望しており、500年もの間、雲海の底に沈んでいた古代船で眠りについていたが、レックスとの接触により覚醒する。覚醒直前にシンに胸を刺し貫かれ死んでしまったレックスと夢の中で邂逅、自身の命の半分を分け与える代わりに共に楽園へと向かうことをお願いする。
レックスの事は、ドライバーとしてだけでなく異性としても意識しており、彼の育ての親に面と向かって「大好き」と言える程の好意と信頼を寄せているが、同時に自身の存在がレックスを不幸にしてしまうのではないかと危惧している。また、自身の素性や楽園を目指す本当の理由をレックスに話せない事に対して負い目を感じている。レックスに命を半分与えたことでブレイドの再生能力が弱くなり、レックスと痛みを共有する状態となっている。
ルクスリアでのシンとの戦いで追い詰められたレックス達を守るため、自分の身を差し出しイーラに連れて行かれ、モルスの断崖でメツに天の聖杯の力を奪われ抜け殻になってしまう。自分を取り戻すために追ってきたレックスに対し、自分の本当の望みは楽園に行き生みの親である神に自分の存在を消してもらうことであり、レックスだけでも楽園を目指してほしいと訴えたが、二人で楽園に行くというレックスの変わらぬ決意に心を動かされ、天の聖杯の真の力を覚醒させる。自分が生まれた理由を父に確かめるため、再びレックスと楽園を目指すことになる。
『大乱闘スマッシュブラザーズ SPECIAL』ではダウンロードコンテンツでプレイヤーキャラクターとして登場する。
ヒカリ（Mythra）
声 - 下地紫野
タイプ - 攻撃 / 属性 - 光 / 武器 - 聖杯の剣
ホムラのもう一つの姿にして天の聖杯の本来の人格。ホムラと体格や顔つきは同一だが、服装は白を基調としており、髪型は金髪のロングヘアー。性格も穏やかなホムラとは正反対でややきつい言動が多いが、根は優しく涙脆い所がある。ホムラと異なり料理は苦手。また、寝相が悪い事が密かな悩みで、寝惚けると徘徊する癖（夢遊病）がある。自身のドライバーであるレックスに対しては口では言わないが、全幅の信頼を寄せている模様（所謂「ツンデレ」）。
500年前に起きた聖杯大戦では英雄アデルのブレイドとして、同じ天の聖杯であるメツと激戦を繰り広げた。聖杯大戦終結後は天の聖杯としての力を封印し、ホムラという別人格を生み出した後、眠りについた。時が経ち、ホムラがレックスのブレイドとなった後も、しばらくの間は彼女の中で眠り続けていたが、カラムの遺跡でのイーラとの戦いで窮地に陥ったレックスを守りたい一心で、やむを得ず自身に施した封印を解き覚醒した。
ホムラとヒカリは互いを認知していて、表に出ていない間の記憶も共有しており、なおかつ思考内での会話も可能。また、ホムラとの仲は極めて良好で基本的には互いの意思を尊重しあっている。なお、ホムラからは「ヒカリちゃん」と呼ばれている。
ヒカリのみが持つ能力として未来に起こる出来事を視覚化できる「因果律予測」がある。これにより相手の行動を先読みできる。また僕（デバイス）の一体「セイレーン」を行使でき、天空から強力な光の矢を降り注ぐことができる。ただし空から落とすという仕様上、屋内では使用が制限されてしまうため、ヒカリのLv4必殺技も屋外でしか使用できない。
覚醒後は基本的にいつでもホムラと切り替えることができる。武器の性能、アシストコア、キズナリングおよびキズナギフトは全て独立しているため個別で育成が必要だが、フィールドスキルは常に二人の合算で発動する。
『大乱闘スマッシュブラザーズ SPECIAL』ではダウンロードコンテンツでホムラと共にプレイヤーキャラクターとして登場する。
『黄金の国イーラ』
アデルのブレイド。本作では聖杯大戦の詳細を描くため、物語開始時点ではホムラの人格は生み出されていない。当初はアデルに対して自分と同調したから付き合っているだけで、人間の争いにも関心が薄く思いやりが欠けていたが、ラウラ達と共に戦っていくうちに徐々に考えが変化していった。本編ではあまり触れられなかった料理の下手さがクローズアップされており、ミルトからは僕以上の破壊力と称され恐れられている。しかし本人にその自覚はなく、アデルはヒカリが調理場に立とうとするとさり気なく遠ざけるようにしている。
最終決戦ではイーラの巨神獣への影響を考慮し力を抑えていたが、それをメツに見抜かれメツが王都に攻撃したことで第三の剣の力を不完全な形で引き出してしまう。結果、メツを倒すことには成功するが攻撃の余波でイーラの巨神獣が沈んでしまう。天の聖杯としての力が多くの命を奪ってしまったことにショックを受け、自らの人格を封印しアデルがラウラ達と別れる時にはすでにホムラの姿に変わっていた。
プネウマ（覚醒ホムラ/ヒカリ）
天の聖杯であるホムラとヒカリの全てを受け入れ、マスタードライバーとして覚醒したレックスにより、ホムラとヒカリが天の聖杯の真の力を発揮し変化した姿。髪型が翡翠色のポニーテールに変わっており、服装もパイロットスーツのような恰好となっている。また、背中にはロボットの翼のようなものが装備されている。この姿はホムラとヒカリの人格が融合した状態で、口調もホムラのように穏やかに話すが「です、ます」を使わず、ヒカリのようにくだけた話し方になる。なお、この姿での彼女の呼び方を選択する場面がある。
天の聖杯の第三の剣を完全に制御し、ホムラとヒカリの全てを受け入れ、真なるドライバーになることで使えるようになる。その力は持ち主が望んだものを事象として発揮することができるという規格外の能力を行使することができる。ヒカリのかつてのドライバーであった英雄アデルはこの力を使いこなすことはできず、エルピス霊洞に封印していた。
メツが消滅し楽園が崩壊し始めるとアイオーンの力でアルストへの被害を防ぐため、一人楽園に留まりレックス達を脱出させる。その後、アイオーンを自爆させ一度は消滅するも、事前にレックスへ渡していたコアクリスタルにより再同調し、ホムラとヒカリの二人に分かれた状態で復活しレックスの元へ帰還した。
覚醒状態は、戦闘中パーティゲージが最大かつホムラかヒカリとのキズナが最大になると一定時間使用することができる。覚醒すると攻撃力上昇、状態異常無効化、全属性使用可能など規格外の力を発揮できるが、1回の戦闘で覚醒できるのは1度のみとなっている。Ver.1.30以降では、レベル4の必殺技が解放された。
ニア（Nia）
声 - 大和田仁美
タイプ - 回復 / 属性 - 水 / 武器 - シミター
獣のような耳が特徴の少女。さばさばした性格でパーティのツッコミ役。年が近いレックスとは馬が合う喧嘩友達。レックスの事は当初は生意気な子供だと思っていたが、共に旅をしていくうちに異性として意識していくようになる。ビャッコからは「お嬢様」と呼ばれている。ビャッコによると料理の腕は壊滅的らしい。バトル中の掛け声や好みの料理が魚料理などネコっぽい一面が多い。ジークには1度だけ「ネコ女」と言われたことがあった。
物語序盤では秘密結社「イーラ」のメンバーで、シンやメツと共にホムラが眠っていた古代船を引き揚げ作業に同行しレックスと出会う。シンがレックスを殺害し、さらに同船したサルベージャー達全員を口封じのために殺害しようとしただけでなく、天の聖杯のドライバーとなったとは言え、メツが子供であるレックスに対し容赦無く刃を向けた事に対して咄嗟に抵抗、そのままイーラから離反することになる。
グーラではレックス達をかばいスペルビア軍に捕らえられるも、トラとハナの助力を得たレックス達に助けられる。その後、一度はイーラの元へ戻ろうとしていたが、レックスから楽園に行くために協力してほしいと説得され「楽園が本当にあるのなら見てみたい」と思い、レックス達の旅に同行することになる。ただし、イーラ離反後も世間的には依然としてイーラのメンバーとして認識されており、指名手配されている模様。
正体は人間ではなく、人間の細胞を取り込んだ「マンイーター」と呼ばれる特殊なブレイド。かつてはグーラのとある領主の家で暮らしていた。領主には娘がいたが重い病にかかり、領主は娘を治すためあらゆる手を尽くすもそれは叶わずついには領主の地位も失ってしまい、娘も病死してしまった。最後の手段として娘の細胞をニアに移植し、ニアの中で娘を生かし続けることを選び、これによりニアはマンイーターとなった。そして領主はニアに自分を父と呼ぶよう言い聞かせた。それから程なくして領主は死亡し、ニアはアーケディアから人喰いブレイドとして追われるようになり、領主の忘れ形見であるビャッコと共に逃亡生活を送るようになった。後に捕まるもシンに助けられ、イーラのメンバーとなった。そのため、レックス達の仲間になった後もイーラのメンバーの事を気に掛けている。特に自分を助けてくれたシンを信頼し、シンの姿に自分にはない未来を見ていた。一方で、メツとは折り合いが悪く、彼とは気が合わなかった。イーラでは主に雑務をしていた模様。
「生命の再生」の能力を持ち、相手に生きる力がある限りそれを増幅させ、どんな傷も一瞬で再生することができ、ブレイドの力で作られた武器も再生できる。また細胞の再生速度を暴走させることで内部から破壊することもできる。メツの能力「物質の消去」と相反する能力で、モルスの断崖ではメツの攻撃を防いでいる。ブレイドの中でもかなり特殊な能力のようで、メツはシンがニアを仲間に引き入れたのはこの能力に目をつけたからではないかと推測している。
逃亡生活がトラウマになっており、レックス達の仲間になった後もマンイーターであることは隠し能力もなるべく使わないようにしていた。カラムの遺跡ではメツに追い詰められるヴァンダムを目の当たりにしても能力を使うことを躊躇してしまい、結果的に見殺しにしてしまったことがニアの心に大きな後悔が残った。エルピス霊洞にてレックスからもっと自由でいいと励まされたことでマンイーターとしての自分と向き合い、レックスのブレイドとなる。
レックスのブレイドとなって以降はドライバーとブレイド両方でニアを使えるようになる。またニアとホムラのキズナが最大になると特別な連携必殺技が発動する。ブレイドとして使っているときもドライバーの経験値はたまっていき宿屋で振り分けることができる。
ビャッコ（Dromarch）
声 - 稲田徹
タイプ - 回復 / 属性 - 水 / 武器 - リング
ニアのブレイド。白い虎のような姿をしており、人語を話すことができる。ニアが幼い頃から傍にいる。姿こそ獣だが、物腰は執事のように至極丁寧。基本的に誰に対しても敬語で接する。非常に博識であり、特に各国の歴史について詳しい。ただ、真面目過ぎる性格故に、面白い話などは苦手な模様。
巨神獣であるじっちゃんと仲が良く、お互い年長者として話が合うのか、意気投合している。
ニアを操作する際は、ビャッコに乗ってフィールドを移動できる。自身の背中に乗せるのはニアだけだと誓っており、仲間内であっても決して乗せたりはしない。
名前の由来は四神の一柱「白虎」から。
トラ（Tora）
声 - 野中藍
ドライバーに憧れる、メカ好きのノポン族の少年。レックスの事を「アニキ」と呼び慕っている。好奇心旺盛でパーティのムードメーカー的存在。
自身にはドライバーの適性がなく、コアとの同調に失敗した際には、三日三晩鼻血が止まらなかった。それでも、ドライバーになりたいという思いを諦め切れず、持ち前のメカニックの強さを生かして、祖父の代から三代かけて続けていた人工ブレイドの研究を引き継ぎ、人工ブレイドの「ハナ」を完成させた。
自室にハナに着せるために揃えていたと思われる人間用のコスプレ衣装があった事や、ハナに「萌え萌えモード」というものを搭載している事から、オタク文化に造詣が深い。よくハナに自分の趣味を反映させようとしているが、あまりにやり過ぎたときは女性陣の不評を買っている。
機械や兵器の知識に長けており、ドライバーへの憧れからブレイドの能力の仕組みについても一通り把握している。また、ノポン族らしく金銭面はちゃっかりしており、ハナの開発資金を補うときはレックスに借りるのではなく立て替えさせた。
祖父センゾー博士が助手のムイムイによって殺害された際、父タテゾー博士から製作途中だったキクの設計図とエーテル炉を託され、グーラのトリゴの街に逃れ、一人でハナの開発を進めていた。グーラに駐屯していたスペルビア軍に追われていたレックスとホムラを助けると、巨神獣戦艦に捕まったニアの救出に協力し、その後もレックス達と行動を共にする事になる。旅の途中、スペルビアの廃工場で行方不明になっていた父と再会を果たす。その後、祖父を殺害し、父を誘拐した黒幕であるバーンの陰謀を阻止し父とキクを助け出した。
なお、トラ自身にはドライバー適性がないため、ハナ以外のブレイドと同調することはできず、連れて行けるのはハナの3形態のみである。その代わり、ブレイドクエストやキズナトークではレアブレイドと話す機会が多い。
『ゼノブレイドクロス』にも同名のノポンが登場する。
ハナJS（Poppi α）
声 - 久野美咲
タイプ - 防御 / 属性 - 地 / 武器 - ハナシールド
※上記および後述のJK・JDのタイプ・属性は初期状態のもの。
トラが作り上げた人工ブレイド。少女型のメタリックなボディをしている。武器はドリルの付いた盾である「ハナシールド」。ノポン語を話せ語尾に「も」をつけ、基本的には誰に対しても普段から丁寧語で喋り、製作者であるトラのことを「ご主人」と呼ぶ。トラに対しては全幅の信頼を寄せているが、たまに厳しい指摘を言うことがある。感情表現が豊かで、言動がどことなく妹っぽいため、仲間内からは可愛がられている。性格の設定は変更することができ、最初に起動したときはレックス達が困惑するほどの異常にハイテンションな性格で、慌てたトラにより今の性格に変更された。
通常形態の正式名称は「Jet Spark（ジェット・スパーク）モード」で、略してJSモードと呼ばれる。本編では基本的にこの形態で過ごしている。足からのジェット噴射で空を飛び、人間以上の腕力を持つなど多彩な性能を持つ。体内にエーテルを自己発生できる「エーテル炉」があり、ルクスリアの牢屋やエルピス霊洞など普通のブレイドでは能力を発揮できない場所でも従来どおりの力が出せる。改造しだいではハナ単独でも戦えるようにすることも可能らしいが、日々細かいメンテナンスが必要なため決して万能というわけではない。ハナの性能の大半はトラの祖父センゾー博士が関わったものが多く、製作したトラやハナ本人ですらハナの性能の全てを把握できていない。中には自爆機能もあるらしい。
通常のブレイドと異なりアシストコアを装備できないが、センゾー博士が作ったというメトロ風のミニゲーム「Tiger!Tiger!」で手に入るアイテムを用いて行う「ハナライズ」で独自の強化ができる。「ハナライズ」では単純に性能を高めるだけでなく、属性やタイプまでも自由にカスタマイズできる。

ハナJK（Poppi QT）
タイプ - 防御 / 属性 - 火 / 武器 - ハナアームズ
ハナの第2形態。正式名称は「Justice Knight（ジャスティス・ナイト）モード」で、略してJKモードと呼ばれる。トラの父が完成させた姉妹機「キク」をスターターとすることによってエーテル炉が完全起動しパワーアップした姿。背が伸び髪がツインテールになり、ミニスカメイド服を着ている。武器はミサイルなどを発射する「ハナアームズ」。

ハナJD（Poppi QTπ）
タイプ - 攻撃 / 属性 - 氷 / 武器 - ハナセイバー
ハナの第3形態。正式名称は「Judgment Day（ジャッジメント・デイ）モード」で、略してJDモードと呼ばれる。髪がロングヘアーになり、さらに大人っぽい容姿をしており、外見も人間に近いものになっている。言葉使いも若干だが大人びている。
なお、本編ではこの姿にならず、終盤に発生するクエストをクリアする事で使用可能となる。
メレフ（Mòrag）
声 - 斎賀みつき
スペルビア帝国の特別執権官。軍服に身を包んだ男装の麗人。「炎の輝公子」と呼ばれる、帝国のドライバー。23歳。
性格は良く言えば実直で生真面目だが、かなりの負けず嫌いでキズナトークでは些細なことで意地を張り、裏目に出ることが多々ある。また料理が苦手でアヴァリティアアンコウを調理したときはカグツチ共々悪戦苦闘していた。普段は軍帽で見えないが髪は短く結っている。
フルネームは「メレフ・ラハット」。スペルビアの皇族で現皇帝ネフェルの従姉にあたる。スペルビア皇帝は男子継承が慣例であり、ネフェルが生まれるまでは他に後継者がいなかったことから次期皇帝候補として扱われ、ネフェルの父である前皇帝に男として育てられた。本人はそのことに不満はなく、むしろそのお陰で、カグツチやレックス達と出会うことになったことを感謝している。従弟のネフェルの事を誰よりも大切に思っており、特別執権官という役職に就いたのも、彼の事を少しでも支えたいと思ったから。ただし、あくまでも臣下としての立場上、家族としてネフェルと接することを遠慮してしまっている。
当初は天の聖杯の力を危険視し、レックスとホムラの行く手に立ちふさがるも、スペルビアで起きた兵士襲撃事件を機に一時休戦の上、共闘する事になる。廃工場でのイーラとの戦いでレックス達に加勢し、その後は天の聖杯の監視兼護衛という名目でレックス達一行と同道することとなる。グーラにおいてスペルビア軍に一度捕らえられた事があるニアからは当初警戒されていたが、直ぐに和解している。レックスに対しては「軍にいるだけでは経験できない“何か”を見られるかもしれない」と興味を持っており、やがて一個人としてレックスの旅の行方を見届けたいという想いを抱くようになる。インヴィディアとの首脳会談の際に起きたバーンによる暗殺未遂事件では、結果的に助かったとはいえ、ネフェルを危険に晒してしまったことに責任を感じ、彼の護衛につくことを申し出る。しかし、それが本心ではないとネフェル自身に見抜かれ、引き続きスペルビア帝国の特使としてレックス達と同行することになる。
なお、メレフが女性である事は基本的には周知の事実であり、メレフが女である事に気付いていないのは、仲間内ではノポン族のトラだけであった。また、服装こそ軍服だが、決して女である事を捨ててはおらず、髪や肌の手入れや普段から利用する化粧品などには人一倍気を遣っており、逆に冗談でも女と知りながら男扱いされると本気で怒る。
キャラクターデザインを担当した斎藤はメレフ役について、男性的でありながら女性らしさも感じられる声優を希望し、脚本の竹田が斎賀を推薦した。
カグツチ（Brighid）
声 - 伊藤静
タイプ - 防御 / 属性 - 火 / 武器 - サーベル
メレフのブレイド。メレフの秘書として的確なアドバイスで補佐する細目の女性。武器は鞭のように伸びる2本のサーベルで青い炎を操ることができる。「スペルビアの宝珠」と呼ばれる特別なブレイドで、ブレイドとしては珍しく彼女自身にもスペルビア帝国内での役職がある。そのため、ドライバーであるメレフと別行動をとることが多い。スペルビア最強のブレイドとも称されており、メレフがおらずとも並みのブレイド以上の実力を持つ。
性格は真面目かつ負けず嫌いとメレフと似ている面が多い。仲間に対しても厳しいところがあり、ホムラがイーラに連れて行かれた件で自棄になったレックスに平手打ちをして叱責したり、ハナに自分好みの衣装を着せようとしたトラを説教したりしている。ただし、メレフに対しては若干、甘い所がある。
ブレイドが一度コアクリスタルに戻り、再度同調すると以前の記憶を全て忘れてしまうのは彼女自身も例外ではないが、常に日記をつけており、その日記はスペルビア帝国が公式の資料として保管しているため、過去の自分を記録として再確認できる。ただし、その記録はあくまでも「今の自分ではない、別のカグツチのもの」であるため、知った所であまり意味が無い事だと自覚している。それでも、日記を書き続けているのは、自分がどんなことをしてきて、何を考えて、誰と共に歩んできたのかを忘れたくないから。ただし、今の自分はメレフの人生と共に終えるつもりでそれ以上生き永らえたいという意思はない。
なお、今の彼女には記憶は無いが、500年前は当時のスペルビア皇帝ユーゴのブレイドで、ヒカリやシンとは共に聖杯大戦を戦い抜いた戦友だった。天の聖杯であるヒカリと訓練で何度も手合わせした事があり、ヒカリが勝つことが多かったもののいずれも接戦だった模様。
名前の由来は日本神話における火の神「カグツチ」から。
『黄金の国イーラ』
ユーゴのブレイド。ワダツミと共にスペルビア皇帝に代々受け継がれており、彼と共にユーゴを支える。常にユーゴを護衛するワダツミと違い、単独で行動することもある。相手の足元に火を放ち動きを封じる計略的な戦闘スタイルで、力任せなヒカリとは相性が悪くたびたび口論している。
ジーク・B・極・玄武（Zeke von Genbu）
声 - 津田健次郎
「雷轟のジーク」の二つ名を持つ流れ者のドライバー。本名は「ジーフリト・ブリューネ・ルクスリア」。ルクスリア王国の第一王子。25歳。
一人称は「ワイ」。関西弁で話し、ノリツッコミもできる気の良い男だが、どこか抜けており、かつ邪気眼系の中二病。「ジーク・B・極・玄武」という名は自分がかっこいいと思って名乗っている名で「極・玄武」とかいて「アルティメット・ゲンブ」と読むらしい。また、左目に亀柄の眼帯をしており、本人曰くその下には「覇王の心眼」が隠されているらしい。ただし、首脳会談のような重要な場では標準語を使い、一人称も「私」を使うなど王族としての教養は身につけているほか、ゲンブが暴走して雲海に沈んだときには現在の深度と沈行速度、外殻の耐圧限界深度から即座に圧壊までの残り時間を計算するなど頭の回転そのものは速い。ルクスリアでも随一の実力を持つドライバーと言われ、シンもジークの実力を認めている。かなりの悪運の持ち主で、レックス達との勝負では毎度散々な目にあい、サイカによるとレックス達と出会う前にも、数え切れないほどの災難に見舞われていた模様。
「カメキチ」という手のひらサイズの亀を飼っており、そのためかニアからは「亀ちゃん」と呼ばれている。レックスのことは「ボン」と呼んでおり、純粋で前向きな性格を買っているが、同時に危ういところもあるためそれを助けてやるのが大人である自分の役目だと認識している。自分の先祖であると思っていた英雄アデルに憧れており、アデルの好物とされる料理「英雄アデル焼き」を好む。
ルクスリアの鎖国政治に反発し10年前に出奔、各地を転々としながら世界を救う方法を模索していたが、自分の無力さを痛感し何一つ上手くいかなかった模様。それでも決して諦めることはなかった。ある時、瀕死の重傷を負い自らの死を覚悟したが法王庁に保護される。通常の手段では助かる見込みはなかったが、傷口にサイカのコアクリスタルの一部を移植する外科手術を受け、ブレイドイーターとなって一命を取り留めた。以来法王庁で世話になっていた。
天の聖杯を狙い何度もレックス達に勝負を挑むが、実は法王庁からの指令でレックス達を見定める事が本来の目的だった。
レックス達が巨神獣兵器の暴発事故の原因を探るためテンペランティアに向かう際、事件にイーラが関わっているかもしれないことからレックス達と行動を共にする。事件後の首脳会談ではルクスリア代表として出席し、事件がイーラの仕業であることを証言した。後にルクスリアに特使として帰還した際、国王である父ゼーリッヒからルクスリア王家が英雄アデルの末裔ではない真実を知る。ゼーリッヒがレックス達を拘束しホムラを封印しようとするとレックス達に加勢しホムラ救出に協力した。ルクスリアを旅立つ際、ゼーリッヒから「天の聖杯のドライバーの護衛」を依頼され、その後もレックス達に同行することになる。
名前の由来は自身の出身巨神獣、ひいては四神の一柱「玄武」から。
サイカ（Pandoria）
声 - 広橋涼
タイプ - 攻撃 / 属性 - 雷 / 武器 - 大剣
ジークのブレイド。一人称は「ウチ」。大きな丸眼鏡をかけた女性。武器は大型の剣「紫電参式轟」。なお、彼女自身で使う時は柄だけ引き抜いて電気を放出する杖として使う。ルクスルア王国の巨神獣「ゲンブ」と意思疎通が出来る特別なブレイド。
ジークと同じく関西弁で話す。チャキチャキした性格で彼の世話を甲斐甲斐しく焼いている。ジークとは10年以上の付き合いで王子と呼んでいる。互いに絶対の信頼を置いており、ジークの一挙手一投足と完全に合わせた動きを見せる。ジークのことは一人の異性として思いを寄せており、メレフやカグツチなどには見抜かれているが本人は認めようとせずはぐらかしている。一方、ジークのあまりの悪運には愚痴を零し、斜め上すぎるネーミングセンスには首をかしげている。
かつてジークが絶命の危機に瀕したときはジークとの記憶を失いたくない想いから必死にジークを助けようと試みた。自分のコアクリスタルの一部がジークに移植されたことに対しては、自分の一部がジークの中にあると喜んでいる。なお、登場時からしばらくは丸眼鏡に光が反射して、横を向いたときだけしか瞳が映らなかったが、この回想以降、眼鏡越しでも瞳が映るようになり、メニュー画面のイラストも瞳が映っているものに変わる。

### サブキャラクター
じっちゃん（セイリュウ/Azurda）
声 - 千葉繁
レックスが住む家を背に乗せている巨神獣。レックス以外の人物からは本名の「セイリュウ」で呼ばれることが多い。巨神獣の中では小型で、名前の通り青い竜のような姿をしている。レックスの大家兼保護者のような存在であり、レックスに基礎的な戦闘術（アーツ）を教えたのも彼である。
500年前に起きた聖杯大戦では英雄アデルや天の聖杯であるヒカリと共にメツと戦った。聖杯大戦終結後、古王国イーラを離れイヤサキ村を築いたアデルから自分が死んだ後もイヤサキ村を守ってほしいと頼まれ、以後数百年にわたりイヤサキ村を守ってきた。
物語序盤、イーラに襲撃されたレックスを守るため、イーラ戦艦の砲撃を受け続けたことで致命傷を負ってしまう。何とか生き延びるも、全身の代謝を最大限にし、身体機能を維持した結果、30cmほどしかない幼年体まで小さくなってしまった。元の姿に戻るまで自然に成長するのを待った場合、300年ぐらいかかるとのこと。小さくなってしまった後はレックスのヘルメットの中が定位置となり、旅の指南役として、様々な状況に応じて的確にアドバイスしてくれる。
ホムラがイーラに連れて行かれるとレックスにホムラの本当のドライバーになる覚悟があるかを問い、天の聖杯の第三の剣があるエルピス霊洞に案内した。楽園から脱出する直前にホムラから力を与えられたことで元の姿に戻った。
名前の由来は四神の一柱「青龍」から。
『黄金の国イーラ』
アデルの協力者として登場。アデルからはじーさんと呼ばれている。元はイーラ王国から生まれたブレイドで800年前に巨神獣となった。ブレイドであった頃の記憶はないが、人との新たな出逢いがあることに満足している。シンとは前のドライバーの頃からの付き合いで、シンは当時のことを覚えていないが、よくセイリュウの背に乗り各地を渡り歩いていたという。
ヴァンダム（Vandham）
声 - 玄田哲章
自由気ままな傭兵団「フレースヴェルグ」の団長。インヴィディア烈王国に拠点の村をおいている。
屈強な体格をした巨漢。豪放磊落で、気さくな性格。金銭には執着せず大雑把。度量が大きく多くの者から慕われており、他の傭兵団からも厚い信頼を得ている。幼い頃に父親を亡くしたレックスはヴァンダムを父親のような人だったと振り返っており、逆にヴァンダムはレックスに死んだ息子の姿を重ねていた。
傭兵団を作る以前はコールと共にフリーの傭兵として各地を転戦していた。戦の中を生き抜いてきた猛者であり、「生きる」ことの残酷さを知っているため、その残酷さから大切な者を守るため傭兵団を作った。傭兵（というより戦争という行為そのもの）に抵抗があるレックスに対し、「誰かと関係を持って生きる以上、それは戦争に加担している」と説いている。
初登場時には、インヴィディアに流れ着いたレックス達に対し天の聖杯を渡せと要求するが、本気で奪う気はなくレックス達の実力を認め、村に案内する。世界の行く末を左右する天の聖杯のドライバーとして、まだ未熟なレックスを指導し、村に突如現れたイーラのヨシツネとの戦いでもレックス達に加勢する。楽園へ行くことを望むレックスのために王都に住んでいる友人のコールを紹介する。その際、王都に行く用事があったためレックス達に同行することとなる。
カラムの遺跡でのイーラとの戦いではエーテルの流れを自在に操るヨシツネ達に対し、自身の武器を自分の体に刺すことで対抗し、レックス達を逃がそうとしたが敵わずメツに殺害された。彼の死や最期に放った「お前の戦（いくさ）を　戦え―」という言葉はレックスやニアの心境に大きな影響を与えることとなった。
3話の間のみだが味方パーティに加わるゲストキャラクター。ただしスザク以外のブレイドと同調することはできない。
本名は「アクィラ・バローネ・ソル・エステリオーレ」。インヴィディア公家の一つであるバローネ家の出身で、傭兵を始める前はフォンス・マイムにいたという。ヴァンダムという名は幼い頃に憧れた有名人からとった名前だという。なお、ヴァンダムという名は『ゼノブレイドシリーズ』に共通して登場する名前であり、『ゼノブレイドクロス』『ゼノブレイド3』に登場するヴァンダムも玄田が演じている。
スザク（Roc）
声 - 藤本たかひろ
タイプ - 攻撃 / 属性 - 風 / 武器 - サイス
ヴァンダムのブレイド。赤い鳥のような姿をしている。武器は2本の鎌形の形状をしている「ツインサイス」。激しい風の渦を生み出すことができ、巨神獣体内に発生するエーテル瘴気を取り払うことができる。性格は飄々としており、物言いがヴァンダムに似ている。
洞察力が高く義を重んじる性質で、ヴァンダムが死去した後はコアクリスタルに戻り、後にレックスのブレイドとして再同調する事になる。
レックスとの同調後は、ヴァンダムのブレイドとしての記憶は全て無くしていたが、同調直後にレックスからヴァンダムのことを聞き「自身のコアクリスタルを受け継いだ」とすぐに解釈した。そして、以前のドライバーであったヴァンダムの意思を継ぎ、レックス達を守ると決意した。
なお、本編で必ずレックスと同調するレアブレイドであるため、終盤にホムラが一時離脱する状況下では彼の武器を使う場面がある。
性格は男性的だが、ゲームシステム上では男性にも女性にも動物にも分類されない。
名前の由来は四神の一柱「朱雀」から。
コルレル
イヤサキ村に住む中年女性。物心つく前に母親を亡くしているレックスにとっては育ての親にあたり、サルベージャーの稼ぎをたびたびコルレルに送っている。
アーケディアに向かう途中に一時帰郷したレックスやホムラ達を暖かく迎え入れる。レックスに大きな負担をかけていることに悩むホムラを励まし、旅立つときにはレックスに前を向いて進めとエールを送った。

#### アヴァリティア商会
バーン（Bana）
声 - 大塚明夫
アヴァリティア商会の会長。トラの2倍ほどある大型のノポン。商人魂が強くビジネスチャンスは逃さない。金儲けのためにあらゆる悪事に手を染めており、グーラのモーフ領事やスペルビアのローデリッヒ議員など各国の要人とも裏でつながっている。
イーラと手を組みホムラが眠る古代船のサルベージ作業への協力をレックスに依頼する。センゾー博士が殺され、タテゾー博士が誘拐された事件の黒幕であり、スペルビアの廃工場で人工ブレイドを大量生産しイーラに売り渡した。廃工場に乗り込んできたレックス達の前に現れ、ハナとホムラを捕らえようとしたが失敗し、イーラに匿われ逃げ出した。その後、それまでの悪事が露見したことで会長の座を追われたが、インヴィディアとスペルビアの首脳会談を襲撃し両国の戦争を起こすことでさらなる金儲けを企む。再びレックス達に阻止されると、やけを起こしサクラを自爆させレックス達を巻き添えにしようとしたがネフェルによって失敗した。その後はアヴァリティアの動力室でケージ走りの刑にされている。
前作『ゼノブレイド』にも同名のノポンが登場している。
ムイムイ（Muimui）
声 - 三ツ矢雄二
バーンの部下。メガネをかけたノポン。かつてバーンの指示でセンゾー博士が製作するキクを狙い助手として潜り込む。センゾー博士を殺害した後、タテゾー博士とキクを連れ去りキクを改造した。スペルビアにやってきたレックスやトラ達に接触し、ハナのエーテル炉を奪うため廃工場に誘い込む。キクが敗れるとバーンと共にサクラに乗り込みレックス達に挑むが、サクラが破壊されると気絶しバーンに置いて行かれた。
ニルニー
声 - 増谷康紀
アヴァリティア商会諜報局に所属するノポン。商会を内偵しており商会の交易船でスペルビアに入国したレックス達を尾行する。キクによるスペルビア兵襲撃を目撃し、犯人がハナだと疑うメレフにレックス達の潔白を証明した。バーン失脚後は代表代行を務め、テンペランティアでの巨神獣兵器暴発事故後は裁定委員として首脳会談に出席。その後のインヴィディア・スペルビアの二国会談でバーンが暗殺を企てている情報をつかみメレフに伝えた。
チャレンジバトルモード「今年の選ばれし勇者」ではボスの一人として登場。
プニン
アヴァリティア商会で働くノポン。レックスとは顔見知りでレックスにバーンからの仕事を紹介した。自身も古代船のサルベージ作業に同行したが、バーンが自分に多額の生命保険をかけていたことは知らなかった。インヴィディアとスペルビアの二国会談では世界に冠たるターキンの料理集団「火竜団」を雇ったが暗殺犯と勘違いしたレックス達に倒されてしまった。

#### グーラ
モーフ（Dughall）
声 - 平井啓二
グーラ領の領事。典型的な権威主義者でバーン会長や上官のメレフには媚を売る一方、部下には横暴な態度を見せる。パワハラやモラハラの塊のような男で、激昂したとはいえパクス警備長に暴力まで振るった。自身もドライバーだがブレイドを盾にする戦い方をしており、ブレイドが傷つくことなど何とも思っていない。現在の地位には満足しておらず、いずれはスペルビアへ凱旋することを企てている。
バーンと裏で通じており、屑鉄同然のアイテムを「商会のお墨付き」ということで高値で売り捌いて私腹を肥やしていた。バーンからホムラがグーラに流れ着いた情報をもらい、スペルビア本国には報告せず自分で捕らえることで手柄、もしくはバーンに売りつけて大金を得ようとする。ニアを助けるため巨神獣戦艦に乗り込んだレックス達の前に立ちはだかり、自分の手で再度捕らえようとしたが敗北し気絶した。その後は更迭処分となり領事から外された。人格に問題があるものの、領事としてはそれなりの能力があったため、更迭後のトリゴは一時的に混乱した。
パクス警備長
トリゴの街を守る軍人を率いる男。臆病で横柄だがそれなりの正義感の持ち主。手配者であるニアを捕らえたことで意気揚々とモーフに報告するも、天の聖杯の方を見逃していたためパワハラ・モラハラを受けてしまった。しかも「翠玉色」がどういう色かわかず、事前に話を聞いておきながら調べもしなかったためモーフの怒りを買い花瓶で殴り倒されてしまった。
タテゾー
トラの父親。内気でコミュニケーションをとるのが苦手で一日中研究に没頭していたという。卒業パーティでも一人きりだったが、そんなどうしようもない様子を放っておけなかった女性にダンスに誘われこれをきっかけに結婚した。ただ、結婚後も研究一筋は変わらず同じ理由で妻に出て行かれてしまった。
トラの祖父であるセンゾー博士と共にキクの開発をしていたが、ある日センゾー博士がムイムイに殺されてしまい、トラにキクの設計図を託して逃がし自身はキクと共に連れ去られてしまった。その後はバーンによる人工ブレイドの大量生産に協力させられていた。廃工場に乗り込んだトラと再会し無事に開放された。その後はトリゴの街のトラの家に移り住み、キクを修復しハナJDの改造にも協力した。
キク（Lila）
センゾー博士とタテゾー博士が製作していた人工ブレイド。ハナよりもやや背が高い女性姿でメイド服を着ている。ハナにとっては姉に当たる存在で姉様と呼ばれている。タテゾーのことは「ご主人様」と呼びハナよりも言葉遣いは丁寧だが感情表現は乏しい。ただし、家でくつろぐタテゾーをゴミ扱いするなどたまに主人に対しぞんざいな扱いをすることは共通している。
センゾー博士が殺される前は未完成だったが、タテゾーと共に誘拐された後に完成しさらにムイムイによって改造させられ命令に従うための制御装置をつけられた。人工ブレイド量産に使うコアチップを集めるためスペルビア兵を襲撃していた時にレックスやトラ達と遭遇する。廃工場でハナと対決するも破れ止めを刺されそうになったが、タテゾー博士にかばわれる。バーンにより無理やり攻撃を続行させられそうになったが自ら制御装置を破壊し、最後の力で自身をスターターにハナのエーテル炉を完全起動させ、後を託す。その後タテゾーと共にトラの家に保護され無事に修復された。ハナJDへの改造ではハナのリクエストに応えハナJDの衣装を作った。
サクラ（Rosa）
バーンがキクの設計図を拡大コピーして作った巨大人工ブレイド。顔つきこそキクに似ているが頭部が大きい3頭身ほどにデフォルメされたデザインになっている。自律式ではなくバーンが直接乗り込んで操作する。パワーは高いが小回りがあまりきかない。
廃工場にてレックス達に対する切り札としてバーンが投入したが、パワーアップしたハナJKに敗れた。その後のインヴィディア・スペルビアの首脳会談襲撃事件では、額に「G」のマークをつけた強化版「グレートサクラ」が登場。
チャレンジバトルモード「第八世代」では額に「真」のマークをつけたさらなる強化版「真サクラ」が登場。
エルノス
トリゴの町に住んでいたグーラ人の青年。幼い弟妹たちを養うため、街頭で行われていたブレイド同調実験に参加し合格。ドライバーとしてスペルビア帝国軍に仕官する。
配属先の帝都アルバ・マーゲンで起きた事件でレックス達の協力を受けて捜査を進めるが、犯人だったブリューナクのメンバーの中に音信不通の父親・ロッホがいた。事件解決後、ロッホは特赦され、トリゴの町に還された。
ウモン
声 -
グーラのお尻で造船業を営むノポン。トラとは知り合いでウモンのおっちゃんと呼ばれている。世界樹に向かうレックス達に巨神獣船を貸してくれる。
その後貸した巨神獣船はインヴィディア烈王国で座礁してしまい、さらに造船場をリリオ達に荒らされてしまった為、生きる気力をなくし自殺寸前まで追い込まれてしまう。レックス達が新たな巨神獣と船を用意すると元気を取り戻してくれる。
チャレンジバトルモード「今年の選ばれし勇者」ではボスの一人として登場。
リリオ
グーラにある小さな村イラーダに住んでいたグーラ人の少年。村を野盗に滅ぼされたことで復讐するため、アヴァリティアでレックスからスザクのコアクリスタルを奪いさらに巨神獣船も盗みグーラに逃走する。事情を聞いたレックス達によって野盗は倒され、レックスの紹介でアヴァリティアで働くことになった。

#### インヴィディア烈王国
ラゲルト（Raqura）
声 - 小山茉美
インヴィディア烈王国の女王。
テンペランティアでの巨神獣兵器の暴発事故後、スペルビアとの首脳会談では自軍に多くの犠牲が出たことでネフェルを牽制しスペルビアに責任を追及する。その後の二国会談ではバーンによる襲撃からネフェルに救われたことで一時停戦を受け入れ、天の聖杯により世界が変動する状況においては開戦よりも戦時体制を維持しつつ推移を見守ることを選んだ。
コール(Cole)
声 - 龍田直樹
ヴァンダムの古い友人でインヴィディア王都フォンス・マイムにある劇団の座長。本名は「ミノチ（Minoth）」。
人間ではなく人間の細胞と融合したブレイド「マンイーター」。500年以上生きており、聖杯大戦ではアデルのブレイドとして戦い抜き、セイリュウやホムラ（ヒカリ）とも顔見知りでもある。マンイーターとしては失敗作でブレイドの永遠の寿命は失っており、近年では老化が激しくなっている。若い頃のヴァンダムとは傭兵仲間で、傭兵を辞めた後に劇団を開き聖杯大戦を描いた劇を作った。
楽園への行き方を求めるレックスのためヴァンダムから紹介される。同じ日にイーラから延命を条件に協力を持ちかけられたが、これ以上生き長らえることに興味はないと断る。ヴァンダムが死亡後、レックスに自分の武器をマルベーニに渡すよう頼み、レックスからは今度はヴァンダムの劇を作ってほしいと頼まれた。
『黄金の国イーラ』
アデルのチームメンバー。元はマルベーニのブレイド。
現在と異なり、若々しい姿をしている。マルベーニの変心を間近で見たことから人間に対しては疑り深く、クエストでは一歩引いた視点で意見を述べることが多い。この頃から物書きが趣味で、クラフトではストーリーの進行に応じて自身が感じたことを綴っていく。
マルベーニとは2年前まで行動を共にしていた。マルベーニが世界樹を登る少し前に離反し、それ以来一度も会っていない。メツの破壊行為がマルベーニが世界に抱く絶望の影響であると理解しており、世界を破壊しようとするマルベーニの救済を止めるためアデル達に加勢する。
イオン
フォンス・マイムに住む少女。水色の髪が特徴で、おとなしい性格。日々悪化しているコールの体調を心配している。
コールに交渉を持ち掛けたヨシツネに近づくも、巧みな話術によって捕まってしまい、ホムラを呼び出す人質に利用されてしまった。ストーリー終盤に発生するクエストでは、レックス達にコールの薬を依頼する。

#### スペルビア帝国
ネフェル（Niall）
声 - 石田彰
スペルビア帝国の皇帝。フルネームは「ネフェル・エル・スペルビア」。
見た目はまだあどけなさが残る少年。長年対立が続くインヴィディアとの戦争には否定的で、軍備拡張を図ろうとする開戦派を抑えている。メレフとは従姉弟関係で幼い頃はグーラで過ごしていた。現在では主君と臣下の関係だが、二人きりのときは従姉さんと呼んでいる。
テンペランティアでの巨神獣兵器の暴発事故後、インヴィディアとの二国会談では専任特権を行使してグーラの分割統治を提案するつもりでいた。バーンによる襲撃を身を挺して防いだことで仮死状態になってしまうが、ニアの能力で一命を取り留めた。レックス達との同行をやめ自身の護衛につこうとするメレフに対し、それが本心ではないと見抜きアルスト全体の未来を担うレックスに協力してほしいと改めてメレフを送り出した。
メレフに譲ったかつての自分のブレイドであるワダツミに対し過去の記録を閲覧することを禁じている。これについてワダツミやカグツチは、自分やスペルビアのためではなくアルストをより良くするために貢献させたいからで、スペルビアでの役割を知ればその足かせになるからではないかと推測している。
ワダツミ（Aegaeon）
声 - 池田秀一 / デザイン - コザキユースケ
タイプ - 防御 / 属性 - 水 / 武器 - 刀
ネフェルのブレイド。輝く太刀でドライバーを守護する非常に落ち着いた紳士的な性格。
バーンによる暗殺未遂事件でネフェルが仮死状態になったことでコアクリスタルに戻り、後にメレフのブレイドとなる。
名前の由来は日本神話に登場する海神「ワタツミ」から。
『黄金の国イーラ』
ユーゴのブレイド。カグツチと共にスペルビア皇帝に代々受け継がれており、彼女と共にユーゴを支える。単独で行動することもあるカグツチと違い、常にユーゴの護衛についている。ユーゴには絶大な忠誠心を抱いているが、少々過保護になっている。料理が得意で仲間からも絶賛されている。
ローデリッヒ
スペルビアの元老院議員。議員の中でも開戦派で知られ、インヴィディアとの戦力差を埋めるためネフェルが禁止していたテンペランティアの巨神獣兵器の発掘を秘密裏に再開し、人工ブレイドを生産するバーンにも資金提供していた。とはいえ愛国心そのものは本物で自ら戦争を起こす気はなく、開戦の聖断はネフェルにあると心得ている。
テンペランティアを視察した後、根回しを計るためアーケディアに入るがその間にシンに巨神獣兵器を奪われ、インヴィディアとの関係に亀裂を生んでしまった。

#### ルクスリア王国
ゼーリッヒ（Eulogimenos）
声 - 牛山茂
ルクスリア王国の国王。厳格な人物で問題行動が多かった息子のジークを勘当している。若い頃は世界を回りながらサルベージャーをしていた。サルベージャーの間で伝説とされる宝を探していたが、父である先王が急逝し王位を継ぐことになったため夢を諦めた。
アーケディアからの特使として帰還したジークから受け取った書簡に「神聖なる鎖」の供出を迫り、拒否すればルクスリアの歴史を明らかにするという内容が記されていた。これ以上アーケディアに干渉され国民が困窮することに耐えられなくなり、書簡を破り捨てアーケディアへの反抗を決意。ホムラをアーケディアに利用されることを避けるため強引に封印しようとしたが、レックスやジークに阻止された。ホムラがイーラに連れて行かれると自分の浅はかな行動がゲンブを危険に晒し、レックス達の状況を悪化させてしまったことを謝罪。レックス達にルクスリアの真実を明かし、英雄アデルが天の聖杯の第三の剣をどこかに隠したことを教えた。旅立つジークにはレックスの護衛を任せた。その後鎖国体制をやめ国民に真実を明かした。
フォーティス
声 - 間宮康弘
ルクスリア王国の宰相。不愛想な顔つきだが、物腰は柔らかく他国の者にも丁寧な言葉で接する。ゼーリッヒを支える右腕的存在で、用心深い性格。

#### アーケディア法王庁
マルベーニ（Amalthus）
声 - 諏訪部順一
アーケディア法王。青い肌が特徴の男性。500年以上生きているがそれを感じさせないほど若々しい外見をしている。第一印象では穏やかな印象を受けるが、本性は狡猾かつ冷酷な性格。人間や世界を激しく嫌悪しており、ブレイドのことも単なる道具と見なしている。唯一楽園に辿り着いたことから自らを「神の意思の代弁者」と称しており、その神が残したメツの世界を滅ぼすほどの力を目にして「神は世界の破滅を望んでいる」と考えるようになる。幾万の時を経ても変わらない人間の愚かさを嘆く一方で、自らが変わることに関しても「変われば自分という存在が消えてしまう」と恐れを抱いており、自分を脅かす者は徹底的に排除しようとする。
幼い頃母親とともに野盗に追われ、自ら囮となった母親に助けられるも、探しに行った先で殺された母親と眠りこける野盗を発見、憎しみに駆られそのまま野盗を撲殺した。その後はそれでもまだまっとうに成長し、教徒として救民活動をしていたが、自分が助けた兵士が金銭目当てで民家を襲い赤子にまで手をかけようとしている姿を目撃し、阻止すると同時に自分の手で兵士を始末した。これらの体験から人間は救いようのない存在であるという考えに至り、人間ひいては世界そのものに強い絶望と憎悪を抱くようになった。同時にそのような世界を作った神に真意を問うべく、世界樹を登る決意をする。この憎しみがメツに影響し、メツは世界の消滅に拘るようになる。ジークからなぜ人間を嫌うのに難民を受け入れるのかと聞かれたときは、人間がどういう存在であるかを忘れないようにするための戒めだと答えている。一方でジークを救命した際は、必死にジークを助けようとするサイカの姿に幼い頃の自分と母親を重ね、特に打算もなしにブレイドイーターの技術を用いてまでジークを救っており、人の善性を完全に捨て切れていない様子も覗かせている。ジークからはそのような複雑な心情を見抜かれていた。
500年前、神に会うため世界樹を登り楽園に辿り着くも神には会えず、代わりに到達した証としてヒカリとメツのコアクリスタルを持ち帰った。だが同調させたメツは自分の下を離れ聖杯大戦を引き起こしてしまい、メツを止めるためヒカリを誕生させようとしたが出来なかったため、同調できる者を探しメツを倒させようとした。聖杯大戦終結後、天の聖杯の力を恐れるあまり古王国イーラの残党軍を襲撃し滅ぼした。
天の聖杯のドライバー「マスタードライバー」であり、全てのブレイドを従えることができる。また、自分のブレイドであるファンのコアクリスタルの半分を取り込みブレイドイーターとなっており、ブレイドと巨神獣の制御能力を得ている。世界中のコアクリスタルを管理し洗礼していたのは自分に取り込むより優秀なコアを選別するためだった。
ホムラのドライバーとなったレックスの実力を確かめるためジークを送り、レックスをアーケディアに招く。テンペランティアで巨神獣兵器暴発事故が起きると、スペルビアとインヴィディア両軍の間に介入し停戦を呼びかけ、首脳会談の場を設けた。楽園を目指すレックスにはサーペントを制御する「神聖なる鎖」を管理するルクスリアへの書簡を渡した。レックス達やイーラが世界樹に辿り着くとアーケディアの巨神獣を率い世界樹に現れ自らの手でイーラを始末しようとする。イーラが自身の能力の影響を受けない人工ブレイドを投入すると、インヴィディア・スペルビア・ルクスリアの巨神獣を呼び寄せる。だがレックス達によって各国の巨神獣を解放されてしまい、サタヒコが操作するイーラの戦艦マルサネスの特攻によりアーケディアを沈められる。無数のコアクリスタルで作った「神鎧」を纏い、楽園を目指すレックス達を襲撃し世界樹と一体化しようとしたが、シンの最後の力によって消滅させられた。
奇しくも、彼が会いたくて止まなかった神、クラウスもまた人に対して絶望し、その解決を神に求めた人間であった。クラウスは彼が「神の意思の代弁者」を称して暗躍していたことに関して「人は何かを失った時に理由を求め、誰かに自分が何者なのかを定義してもらうことを願う孤独な存在」と述べている。皮肉にも彼のその生き様はクラウスが抱いた「アルストに生まれた新しい人間達はかつての世界の人間達と何ら変わらない、同じ過ちを繰り返す存在である」という諦めそのものであった。
『黄金の国イーラ』
アーケディアの助祭として登場。当時はまだ若手だが、法王ラダリアの目に留まり活躍している。
2年前に世界樹を登り天の聖杯のコアを持ち帰りメツと同調する。メツが離反した後、イーラ王国にヒカリのコアクリスタルを譲渡しメツの狙いを伝えるなど、表向きメツの行動を止めるために動いているが、メツの破壊行為は神の意志であるとしそれを楽しむような素振りも見せている。メツがヒカリに敗れた後、ラダリアとバルトリッチを暗殺し108代目の法王となり、生き残った抵抗軍の部隊に攻撃命令を下した。
ファン・レ・ノルン（Fan la Norne）
声 - 早見沙織
マルベーニのブレイド。アーケディアの女神と呼ばれる美しい女性。巫女のような服装をしている。ブレイドと巨神獣の行動を制御する能力を持つ。500年前はシンと同じくラウラのブレイドで当時は「カスミ（Haze）」と呼ばれていた。髪の色や長さは違うが、自分と似た容姿のラウラによく懐いていた。過去に自分がいた記録は残っているが自分にはその記憶がないことを気にしている。
レックス達をアーケディアに招くためスペルビアを訪れ、廃工場でのイーラとの戦いでは自身の能力でベンケイの動きを抑えた。テンペランティアで巨神獣兵器暴発事故が起こるとレックス達に同行するが、シンにコアクリスタルを破壊され死亡した。あらかじめマルベーニにコアクリスタルを半分に分けられていたため体は消滅しなかった。教徒からは愛されており、彼女の死は国葬として扱われた。
『黄金の国イーラ』
ラウラのブレイド。
ストーリー開始当初は別行動をとり、ラウラの母親の動向を探っていた。ラウラやシンとは強い信頼で結ばれているが、ラウラが自分よりもシンとの連携を優先することには少し嫉妬している。ラウラと同様面倒見がよく、ミルトに裁縫を教えたりしている。お化けや怪談話の類が大の苦手で、カグツチのちょっとしたいたずらに本気で怯えていた。

#### イーラ
特定の国に属さず、雲海に潜み暗躍する少数精鋭の秘密結社。人型形態に変形できる大型戦艦「マルサネス」を擁する。なお、イーラ側のブレイドとシンとメツ以外のメンバーはVer.1.30で追加されたアドバンスドニューゲームモードで2周目を開始することで味方のブレイドとして同調できる。
シン（Jin）
声 - 櫻井孝宏
イーラの首魁。仮面をつけた剣士。冷静な性格だが、目的のためには手段を選ばない苛烈さを持つ。
かつて古王国イーラで「イーラの秘宝」と呼ばれた最強のブレイド。当時は無用な争いは好まない穏やかな性格だった。500年前の聖杯大戦ではラウラのブレイドとしてヒカリや英雄アデルと共にメツと戦った。聖杯大戦より80年前はオルネラという女性のブレイドで彼女とは夫婦の関係だった。ある日、その当時の自分を知る老人と遭遇し、その老人から前の自分が住んでいた家を教えられ、そこで前の自分がつけていた日誌を発見する。そこにはドライバーが変わるごとに記憶が一新されるブレイドの宿命について悩む自分の心情が書かれていた。これ以降ブレイドの存在意義を疑問視するようになる。
聖杯大戦終結後、シン達は抵抗軍キャンプを持つスペランザへとたどり着く。が、イーラの残党もろとも始末しようとしたアーケディアの襲撃を受けラウラが致命傷を負う。シンとの絆がなくなってしまうことを嘆くラウラの言葉を聞くと、ラウラを忘れないため日誌に書かれていたドライバーとのつながりをその身に刻む方法を選択し、ラウラの心臓をその身に取り込みマンイーターとなった。だが生きる目的はなく、ラウラとの約束から自分の命を絶つこともできなかった。当てもなく彷徨っていたところメツと出会う。ラウラの一件で人間に完全に見切りをつけていたため、ブレイドを人間の都合のいいように使われる存在に作った神や世界を滅ぼすため、メツと手を組み「イーラ」を結成した。世界中からコアクリスタルを集めていたが、それを戦力として使おうとはせず、メツ達が自分用のブレイドを使うことにも反対していた。
マンイーターになったことで素粒子の操作の能力を開花させている。これにより自分の肉体を光速にまで高めることができ、ヒカリが使役するセイレーンの攻撃をも無効化できる。元々持つ能力は周囲を絶対零度まで下げることができる氷の能力。武器は背中に背負った長剣。他のブレイドをはるかに凌駕する戦闘力で、天の聖杯の力を取り戻したメツにも引けをとらないが、取り込んだラウラの細胞が自身の肉体と拒絶反応を起こしており、長時間能力を使うと体を動かせなくなり、その都度治療ポッドに入らなければならない。そのため、メツからはあまり前に出すぎるなと忠告されている。
もう一人の天の聖杯ホムラが眠る古代船の情報を掴むとアヴァリティア商会のバーンと手を組み、ホムラを手に入れるためレックスにサルベージへの協力を依頼する。聖杯の剣に触れたレックスを即座に殺害するも、レックスはホムラに命を分け与えられたことで復活し取り逃がした。テンペランティアではスペルビア軍が発掘していたユーディキウムの巨神獣兵器を奪取しインヴィディア軍に攻撃する。兵器を止めるために駆けつけたレックス達の前に現れ、ファンのコアクリスタルを破壊するも体が限界に達したこと撤退した。ルクスルアでは素粒子操作の能力でレックス達を圧倒し止めを刺そうとしたが、自分の身を差し出したホムラの要求に応じ見逃した。モルスの断崖ではサーペントとセイレーンが激突したことでモルスの地へ落ちてしまい、レックスとの戦いで疲弊したことでモンスターに苦戦するが、レックスとヒカリに助けられ、脱出するまでの間一時共闘する。世界樹に辿り着くとメツを先に行かせ、レックス達を待ち構える。レックスとの問答で自分の役目がここまでだと判断し敗北を認める。レックスにメツを止めることを頼むと最後の力でマルベーニを道連れにし消滅した。
古代船とモルスの地では一時的に味方パーティに加わる。チャレンジバトルモード「巨神獣戦艦強襲」では操作キャラとして使える。
『黄金の国イーラ』
追加シナリオにおける主人公。
物静かで感情をあまり表には出さないが、ラウラを思う気持ちは強く、ラウラに危害を加えようとする者には冷酷になる。ラウラとの連携は抜群だが、シンはラウラがあまり前に立つことは望んでいない。以前のシンを知るセイリュウによると性格は当時と変わっていないという。シンに自覚はないが、ラウラ曰く天性の女たらしで時折乙女心を刺激する物言いをする。普段つけている仮面は素性を隠すためにラウラが作ったもので、人前に出るとき以外は外している。ラウラがイーラ王国の騎士になってからは常に外している。料理が得意で、クエストの料理コンテストでは選択肢次第だが優勝する腕前を持っている。
聖杯大戦が終結しマンイーターになると、残っていたかつて自分が過ごした家と仲間達と撮った写真を燃やすことで過去と決別し、セイリュウの説得を振り切り再び仮面をつけ秘密結社イーラとしての道を歩んでいく。
メツ（Malos）
声 - 中村悠一
イーラのナンバー2。
大柄で言葉遣いは荒々しく敵に対しては容赦しないが、仲間に対しては寛大で兄貴肌な一面もある。シンの意向を尊重し命令には従うため、シンからの信頼は厚い。ドライバーとしての実力も高い。レックスのことは初対面から一貫して「小僧」と呼ぶ。
ホムラ（ヒカリ）と同じく神によって生み出された「天の聖杯」のブレイド。コアクリスタルの色は紫。500年前、楽園から天の聖杯のコアクリスタルを持ち出したマルベーニのブレイドとなり、人間や世界への破滅願望を抱くマルベーニの影響を受けたことで、自分の存在が世界を消滅させる「消去者（イレーサー）」だと認識するようになった。しばらくはマルベーニと行動していたが、元々ドライバーの協力が必要ないことからマルベーニに自身の目的を告げ離反すると、無数の僕を率い世界を滅ぼそうとする。英雄アデルのブレイドとなったヒカリと激突し、3体の巨神獣を雲海に沈めるほどの戦いの末に敗北。伝承ではこの聖杯大戦で消滅したとされているが、密かに生き延びていた。やがてマンイーターとなり彷徨っていたシンと遭遇し「イーラ」を結成するとヒカリとの戦いで失った天の聖杯の力を取り戻し、今度こそ人間と世界を滅ぼし、そして自分を生み出した神すらも滅ぼす機会をうかがっていた。世界への破壊衝動が自分本来の意思ではなくマルベーニに刷り込まれたものであることは理解している。生きる理由もなく、ラウラとの「言葉」のために命を絶つこともできなかったシンの絶望を理解しており、さらに自分とマルベーニさえいなければシンとラウラが悲劇を迎えることはなかったという自覚もある。そのためかつてと違いその破壊衝動はシンの目的を果たすことに向けられている。
あらゆる物質を消去する能力を持つ。強力な能力だがニアの能力「生命の再生」とは相性が悪い。また、天の聖杯の力を取り戻してからは黒い剣（モナド）を使う。
ホムラが封印された古代船のサルベージに同行し、ホムラを持ち去ろうとしたがホムラはレックスのドライバーとして目覚めてしまい取り逃がした。インヴィディアではヒカリが最初に目覚めたカラムの遺跡にホムラを誘い出し、ヨシツネとの連携でレックス達を圧倒しヴァンダムを殺害する。だが再び目覚めたヒカリには歯が立たずザンテツを失ったことで撤退した。ルクスリアでシンがホムラを捕らえるとモルスの断崖に連れて行き、ホムラから天の聖杯の力を取り戻す。追ってきたレックス達の前に立ちはだかるもニアの能力に苦戦を強いられ、さらにレックスがマスタードライバーとして覚醒したことで勝負は拮抗し、サーペントとセイレーンの激突でシンがモルスの地に落ちてしまったため決着は先延ばしになった。楽園に辿り着き神と対面した後、僕を世界に放ち攻撃を開始する。レックスから攻撃をやめるよう説得されても聞き入れず、最後の決着をつけるため最強の僕「アイオーン」に乗り込み、激闘の末敗北。最期はレックスに看取られながら、自分の存在意義を見出し満足した様子で消滅していった。
古代船では一時的に味方パーティに加わる。
『黄金の国イーラ』
マルベーニがヒカリのコアクリスタルをイーラ王国の王子アデルに託したことを知り、イーラ王国に狙いを定める。イーラの巨神獣の封印を解くため大量の僕を率い侵攻する。最終決戦では黒いセイレーンを操りヒカリと激突したが、第三の剣を不完全ながら引き出したヒカリに敗れ雲海に沈んでいった。
元々「天の聖杯」とはアーケディアの開祖モルディナートが天から受けた啓示を形にした至宝であり、その名を気に入り至宝を破壊しこれからは自分を天の聖杯と呼ぶよう言い聞かせた。
ザンテツ（Sever）
声 - 勝杏里 / デザイン - モノリスソフト
タイプ - 防御 / 属性 - 風 / 武器 - 旋棍
メツのブレイド。二足歩行の黒い爬虫類のような姿をしている。飄々とした性格で馴れ合いは好まない。
メツと同じく古代船では一時的に味方パーティに加わる。第3話で覚醒したヒカリの攻撃でコアクリスタルごと完全に消滅した。
ヨシツネ（Akhos)
声 - 島﨑信長
タイプ - 回復 / 属性 - 雷 / 武器 - 鎌
イーラの頭脳を担う眼鏡をかけた男性。眉目秀麗で情報収集や分析に長けている。シンに忠誠を尽くしており、与えられた任務をこなす。常に計算に基づき行動するタイプで、それを脚本と称し邪魔する者を脇役と表現する。普段は余裕の表情を浮かべているが、想定外のことが起きると大きく取り乱す。
ヨシツネとベンケイは共にマンイーター。二人のドライバーは実の兄妹で、二人にはそれぞれのドライバーの細胞があることから、ヨシツネはベンケイを妹と見ている。ヨシツネはこのことを自分にとって数少ないつながりとして大事にしている。ルクスリアからアーケディアへの移送中にシンと遭遇し仲間に加わった。
ホムラがインヴィディアにいることを掴むとフレースヴェルグの村に現れレックス達と交戦。フォンス・マイムでは同じマンイーターであるコールに延命を条件に協力を持ちかけ拒否されたが、コールの身を心配する少女イオンを言葉巧みに誘導して人質に取りホムラを誘い出す。カラムの遺跡ではメツとの連携でレックス達を追い詰めたが、目覚めたヒカリにはカムイのエーテル制御能力が全く通用せず圧倒されカムイを失った。ルクスリアではサンクトスチェインを奪うためベンケイやサタヒコと共に潜入し再びレックス達と相対する。世界樹ではサタヒコの指示でベンケイと共に楽園に向かったシンとメツの援護に向かう。ベンケイがマルベーニに殺されると仇を討つため挑みかかるも返り討ちにあいコアクリスタルを奪われ死亡した。
インヴィディアではカムイの二本の小太刀を使用、ルクスリア以降は自身の武器である弓と盾に変形する鎌を使う。
カムイ（Obrona）
声 - 山岡ゆり / デザイン - モノリスソフト
タイプ - 攻撃 / 属性 - 雷 / 武器 - 小太刀
ヨシツネのブレイド。背中に3対の羽がある。また、真ん中の羽には眼のような模様がある。エーテルの流れを繊細に把握できる能力で情報収集をサポートする。自由奔放な明るい性格で、語尾に「〜にゃ」と付けることが多い。
第3話終盤でヒカリの攻撃を受けてザンテツもろとも消滅した。
ベンケイ（Patroka）
声 - のぐちゆり
タイプ - 攻撃 / 属性 - 地 / 武器 - 薙刀
イーラの紅一点。小柄で綺麗な女性だが、口が悪く気が短い面倒くさがりな性格。そのような性格に反して、物を順番通りに並べないと気が済まないなどやたら几帳面なところもある。「千本狩り」と称してドライバーを倒している。自分を妹扱いするヨシツネに対し、表向きは嫌そうにしているが大事に思ってくれることには満更でもない表情を浮かべている。
バーンから人工ブレイドを受け取るためスペルビアの廃工場に赴きレックス達と対峙する。序盤は優勢だったがメレフの加勢で押され始め、ヒカリの攻撃でラゴウを失い、さらにファンの能力で動きを抑えられ撤退を余儀なくされた。世界樹ではヨシツネと共にシンとメツの援護に向かい、レックス達に敗れたシンを治療しようとしたが、突如現れたマルベーニにコアクリスタルを抜き取られ死亡した。
廃工場ではラゴウの大筒を使用、ルクスリア以降は自身の武器である薙刀を使う。
天候を自由に操る能力を持つ。
ラゴウ（Perdido）
声 - 平井啓二 / デザイン - モノリスソフト
タイプ - 攻撃 / 属性 - 火 / 武器 - 大筒
ベンケイのブレイド。4本の腕を持ちそれぞれの腕に違う武器を持っている。一人称は某で武人肌な性格。
第4話でヒカリの攻撃を受けコアクリスタルごと完全に消滅した。
サタヒコ（Mikhail）
声 - 浪川大輔
タイプ - 防御 / 属性 - 闇 / 武器 - 扇
イーラの伊達男。ベンケイに思いを寄せておりしきりにアプローチしているが軽くあしらわれている。セイレーンを使役するヒカリに見惚れたり、ニアも口説くなど女性には目がない。一見軽い男に見えるが戦いにおいては冷静で、頭に血が上りやすいベンケイをうまく抑えている。手先が器用で機械の知識に長けており、イーラの戦艦や人工ブレイドの調整を担当している。
イーラのメンバーでは唯一の人間。体内にコアクリスタルを移植された人間「ブレイドイーター」であり、かつてマルベーニが自分にコアクリスタルを移植する前の実験台として利用した難民の生き残り。他の者は全員処分されたが唯一生き残り、経緯は不明だがイーラのメンバーとなった。
500年前の戦災で村が滅び一人になったところをラウラに保護され、一時期イーラ王国に身を寄せていた。イーラのメンバーではシンと最も付き合いが長く、シンへの仲間意識は特に強い。シンがモルスの地で行方不明になったときは一番シンの捜索に必死になっていた。シン同様人間や世界を嫌っており、因縁のあるマルベーニのことは「クソ坊主」と呼び忌み嫌っている。シンの人類を抹殺する計画に異論はないが、ラウラのように全ての人間が悪い奴ばかりではないと思っているため、計画への迷いも抱いている。
ベンケイと共に廃工場に赴き、ベンケイがファンの能力で動きを封じられると形勢が不利と判断し撤退した。世界樹では他国の巨神獣をも制御下に置いたマルベーニに対し、ヨシツネとベンケイを戦艦から降ろし一人でマルベーニの相手を引き受ける。レックス達をマルベーニの攻撃から守ると、答えを見つけたというレックスにシンのことを託し、マルサネスでアーケディアの巨神獣に特攻し爆散した。2周目のアドバンスドニューゲームモードでは存命しており、ある条件を満たすと特定の場所で再会でき、レックス達が見つけた答えを確かめるためにブレイドとして同行してくれるようになる。
廃工場ではオオツチの手甲を使用、ルクスリアでは自身の武器である扇を使う。
本編ではほとんど示唆されないが、重力を自在に操る能力を持つ。
『黄金の国イーラ』
声 - 長久友紀
少年時代の姿で登場。ラウラたちと過ごした様子が描かれる。この頃は本編と違い人見知りが激しくやや冷めた性格で、ラウラやアデルの従者であるミルトに対し素っ気ない態度をとっていたが、徐々に心を開いていった。当時から手先が器用で、野菜の千切りを簡単にこなしていた。
オオツチ（Cressidus）
声 - 利根健太朗 / デザイン - モノリスソフト
タイプ - 防御 / 属性 - 地 / 武器 - 手甲
サタヒコのブレイド。サタヒコよりも一回り大きい体格。豪快な性格で怪力が自慢。
第4話でヒカリの攻撃を受けコアクリスタルごと完全に消滅した。

### その他のキャラクター
アデル（Addam）
声 - 半田裕典
500年の聖杯大戦を終結に導いた古王国イーラの英雄。フルネームは「アデル・オルドー」。
かつてのヒカリのドライバーであり、現在でもアデルの逸話は英雄物語として語られている。ヒカリは誰よりも純粋で勇気があり強くて素敵な大人の男性と評しており、人とブレイドの共存を目指していた。ヒカリやセイリュウ、コールなどアデルと関わった人たちはレックスにアデルの面影を感じている。本編のイベントムービーでは常にフードを深くかぶり顔が見えないようになっている。
聖杯大戦が終結した後、ホムラを後世に託すため古代船に封印した。戦争後の様々な混乱を予見し歴史の表舞台から姿を消すと、リベラリタスにイヤサキ村を築いた。さらに、エルピス霊洞に天の聖杯の第三の剣を封印し、セイリュウにイヤサキ村を守ってほしいと頼んだ。死後も精神はエルピス霊洞に残っておりレックス達に自身の幻影を差し向ける。レックスの覚悟を認めるとイメージの楽園でレックスと対面し、自分が本当に守りたいと思う者のために戦い、そしてホムラが抱く恐れの全てを受け入れれば天の聖杯の真のドライバーになれると助言した。
なお、ルクスリア王国には「英雄アデル焼き」というかつてアデルが好んでいたとされる名物料理がある。その料理は伝統的な香辛料を使った激辛料理なのだが、ヒカリ曰くアデルは激辛料理が大の苦手だったらしく、本当の好きな料理はレックスと同じ「タルタリ焼き」だったとのこと。
『黄金の国イーラ』
ヒカリのドライバー。本編では素顔を知ることは出来なかったが、本作でフードを取った素顔が明らかになる。イーラ王国の王位継承権第四位の王子であり、アレッタの領主でもある。王族でありながら飾らない性格で人望も厚い。人情味あふれる人格者で涙もろいところがある。本来イーラ人は碧眼だがアデルの瞳の色は金色。これはアデルが妾の子であるからで、そのこともあり叔父のゼッタからは疎んじられている。本人は自分の立場を理解しており、王位を継ぐ気は無く、戦いが終わった後は畑を耕しながらのんびり過ごすつもりでいた。既婚者であり直接登場はしていないが身重の妻がいる。
父であるイーラ王からメツの討伐を任され、天の聖杯ヒカリと同調しメツに対する抵抗軍を結成。ラウラやユーゴ達と協力しメツに立ち向かった。聖杯大戦終結後は抵抗軍にリベラリタスへ合流するようラウラに伝言した後、第三の聖杯の剣をリベラリタスの霊堂に封印するため旅立っていった。
ラウラ（Lora）
声 - 早見沙織
古王国イーラの女戦士。シンのドライバー。同じくラウラのブレイドであったカスミ（ファン）はラウラと顔立ちがよく似ており、カスミはそのことに親近感を感じ、ラウラも服の貸し借りができると喜んでいた。心優しい性格で、シンやカスミとは強い信頼関係で結ばれていた。人間嫌いであるサタヒコもラウラのことは認めている。戦士としても優秀でアデルとの模擬戦では互角に渡り合うほどだった。
10歳のとき、母親の雇い主であった盗賊ゴウトが王国の宝物庫から盗み出し高値で売り飛ばそうとしていたシンのコアクリスタルを誤って同調させてしまい、激昂したゴウトに殺されそうになったところをシンに助けられた。その後古王国イーラの戦士となり聖杯大戦を生き抜いたが、終結後にアーケディアの攻撃を受け致命傷を負う。自分の死を確信しシンとのつながりがなくなってしまうことを嘆き、このラウラの言葉を聞いたシンはラウラとのつながりを保つため彼女の心臓を自分に取り込みマンイーターとして生き延びる方法を選んだ。ラウラの遺体は冷凍保存された状態でイーラの戦艦モノケロスに保管されていたが、アーケディアとの戦いで炎上したモノケロスと共に燃え尽きた。
『黄金の国イーラ』
シンとカスミのドライバー。戦禍の中で傭兵として生きてきたため、戦闘力は高い。子供の頃からシンと共におり、彼とは波長が合う。実年齢は27歳だが、かなりの童顔なためミルトからは20歳くらいに見えると言われている。
17年前にシンと同調し、後にカスミとも同調した。正規の組織に属さなかったのは元々堅苦しい場が苦手であり、秘宝であるシンのコアクリスタルを盗んだと疑われたくなかったからである。500年後の本編では一般的になっているブレイドの武器を渡し合うことで威力を高める戦法を最初に編み出しのはラウラだが、その理由は資金不足で自分の武器を買う余裕がなかったからというもの。戦闘では主に徒手空拳で戦い、拘束用の組み紐を併せて使うスタイル。
ストーリー序盤、自身の戦法に感心したアデルからメツ討伐への協力を頼まれるも、この時は母親の元に向かう途中だったため一度は断る。だが母親はグーラ・トリゴの街でシアの残党によって殺されてしまい、母の死を乗り越えメツ討伐の旅に加わる。イーラ王国王都防衛戦での活躍により、イーラ王から騎士の称号を与えられイーラ王国の正式なドライバーとなった。
聖杯大戦が終結しアデルと別れた後、アデルからの伝言を伝えるため抵抗軍が避難したスペランザに向かった。
クラウス（Klaus）
声 - 浅沼晋太郎
本作の世界「アルスト」を創った創造主。天の聖杯であるホムラとメツの生みの親。痩せ細った老人の姿をしており、左半身が黒く染まっている。
アルストができる前に滅んだ旧文明時代から生き続けている唯一の人間。かつて世界では宇宙を舞台に激しい生存競争が繰り広げられており、人類に絶望していたクラウスは「ゲート」の力を使い新たな世界を創造しようとしたが、モルスの地を除くあらゆる人やものがはるか彼方の次元へと消えてしまい、自身の半身も失ってしまった。自身の消滅を願うも叶わなかったため、世界を滅ぼした罪を償うため世界の再生に取り掛かる。崩壊した物質を再生させる能力を持つ分子体「雲海」を作り、そこに生命の記憶を持つコアクリスタルを放ち新たな生命を生み出し、やがて巨神獣や新たな人間、そしてブレイドを誕生させた。だが、自らが生み出した人類もかつての自分達と何一つ変わっていないという結論に達し、500年前にマルベーニが天の聖杯のコアクリスタルを持ち出したことやメツが世界を消滅させようとしたことも放置し、世界が滅びてもこれもまた運命として受け入れるつもりでいた。
その後は再び自らが消滅するときを持っていたが、レックスとホムラが再同調しさらに命を共有するという予想外のことが起き、その上で世界の消滅後沈黙を続けていたゲートが再び動き始めたことで、世界が変わるかもしれないと希望を見出した。楽園に辿り着いたレックスやホムラ達にアルストの成り立ちについて語り、楽園の全ての情報と権限をホムラに譲る。レックス達がメツを倒すと、最後の手向けを送り我が子たちに未来を託し消滅した。
前作『ゼノブレイド』の世界を創造した神の一柱「ザンザ」の元である人間「クラウス」と同一人物。青年時代のクラウスの回想シーンは『ゼノブレイド』のムービーとほぼ同じ構図で描かれている。異世界に消えた黒い半身はザンザとして生きており、ザンザと違いクラウスは半身の状態を把握している。レックス達がメツと最終決戦を繰り広げている間、前作の主人公であるシュルクはザンザとの最終決戦を迎えており、ザンザの消滅と同時にクラウスも消滅した。
センゾー
タテゾーの父であり、トラの御祖父にあたる。研究一筋で部屋に篭り人工ブレイドの造形について研究していた。研究の末エーテル炉を完成させ、タテゾー博士と共に人工ブレイドを開発していたが、その技術に目を付けたムイムイによって殺害された。
本編では回想のみの登場だが、「エキスパンション・パス」のクエストでは体の一部を改造することで存命しており、スペルビアでトラと再会する。襲撃の後遺症により、文字がうまく書けなくなってしまったため、トラに送った手紙は字が汚すぎて最初は自身がセンゾーであることを信じてもらえなかった。人工ブレイドに対する情熱は凄まじく、ハナバスターとハナMk-IIを作りレックス達に託す。その後、「トラもアイツも独り立ちした方が良い人工ブレイドを作れる」という理由でタテゾーの元へは戻らず、トラと再会を約束した後、何処かへと去って行った。
ノポン・ダイセンニン　
声 - 大和田仁美
エキスパンション・パス「チャレンジバトルモード ～ノポンの挑戦状～」に登場するノポン。
本人曰く「あらゆる場所と時間で経験を積んでダイセンニンとなった偉大なノポン」で、トラよりも1億倍くらい長生きしているという。チャレンジバトルモードの舞台である「挑戦の地」はノポン・ダイセンニンが作ったもので、自分の用意した挑戦を乗り越えるところを見るために作ったという。
リキ
声 - 甲斐田ゆき
『ゼノブレイド』に登場したノポン。チャレンジバトルモード「今年の選ばれし勇者」でボスの一人として登場。
タツ
声 - 阪口大助
『ゼノブレイドクロス』に登場したノポン。チャレンジバトルモード「今年の選ばれし勇者」でボスの一人として登場。
モノポン
声 - 長久友紀
ゼノブレイド2の公式Twitterで広報を担当しているノポン。チャレンジバトルモード「今年の選ばれし勇者」で最後のボスとして登場。

#### レアブレイド
入手が困難なブレイド。ほとんどはストーリーに関わることはないが、各レアブレイドが中心に描かれるブレイドクエストやキズナトークがある。また、傭兵団任務でリーダーにすると固有の部隊名が付く。デザインはそれぞれ違うイラストレーターが手がけている。
イブキ（Finch）
声 - 悠木碧 / デザイン - 田中久仁彦
タイプ - 防御 / 属性 - 風 / 武器 - ハンマー
緑色の小型の鳥人のような姿をしたブレイド。常にとぼけた表情をしており、物忘れが激しい。
システム上では女性に分類されている。
ヴァサラ（Perceval）
声 - KENN / デザイン - 鈴木康士
タイプ - 防御 / 属性 - 闇 / 武器 - 刀
長い赤髪で武士のような姿の男性。法では裁けない悪を裁くことを使命としている。
「死で償うのは楽すぎる」という考えから、いかなる悪人でも決して殺しはせず、生かして償わせることを信条とする。
逆に物語の20年前に別のドライバーと同調していたときは、依頼であれば女子供であろうと容赦なく殺す冷酷な暗殺者だったことが語られている。
ホタル（Floren）
声 - 石原夏織 / デザイン - タイキ
タイプ - 回復 / 属性 - 地 / 武器 - ボール
女性と見間違うほどの中性的な見た目の美少年。自然を大切にし、性別問わず街の人々を魅了するが、裏表のある性格。
クビラ（Dagas）
声 - 宮野真守 / デザイン - hakus
タイプ - 攻撃 / 属性 - 火 / 武器 - アックス
貴族のような姿をした男性。高慢な性格でブレイドになる以前は王だったと主張しており、ドライバーに対しても見下したような言動をとる。
クエストを完了させるとスキル構成が変化する。
アザミ（Azami）
声 - 斎藤千和 / デザイン - hakus
タイプ - 攻撃 / 属性 - 闇 / 武器 - キャノン
体の一部がフレームのみで内部が露出しているなど西洋人形のような外見をした女性。左目の千里邪眼で遠く離れた様子を見ることができる。
同調したドライバーに対して深い愛情を寄せており独占欲が非常に強い。
ウカ（Nim）
声 - M・A・O / デザイン - 日暮央
タイプ - 回復 / 属性 - 地 / 武器 - ナックル
鼻先が獣の様になっていて格闘系の見た目だがのんびりした性格の女性。肩にスケタンとカクタンというキツネを乗せている。
「フォネクス」というキツネのような小動物と会話できる能力がある。
ライコ（Electra）
声 - 茜屋日海夏 / デザイン - 水あさと
タイプ - 防御 / 属性 - 雷 / 武器 - ハンマー
背後には雷神のような太鼓がある小柄な少女。雷の制御が苦手で近くにいる人を感電させてしまうが、人助けをしている内に徐々に力を制御できるようになっていく。
トキハ（Perun）
声 - 小清水亜美 / デザイン - 木村貴宏（彩色：RICCA）
タイプ - 攻撃 / 属性 - 氷 / 武器 - ランス
凛とした雰囲気で三つ又の長槍を携えた褐色肌の女戦士。正義感が強く弱き者を守るためその力を振るう。
シキ（Adenine）
声 - 能登麻美子 / デザイン - 緒方剛志
タイプ - 回復 / 属性 - 風 / 武器 - ナックル
両手に本を模したナックルを装備し、首から大きな本を吊り下げた女性。一人称はボク。腹部が空洞になっている。古代の知識の探求に余念がない。
クエストを完了させると世界樹のデータ管理室に残ることになるが、引き続きブレイドとしての活動は行える。
ニューツ（Newt）
声 - 日笠陽子 / デザイン - 野上武志
タイプ - 防御 / 属性 - 火 / 武器 - 刀
眼鏡をかけた軍人風の女性。通常の腕とは別に大きな腕を使役し、極太な刀を扱う。実は後頭部にも単眼が存在する。
一人称が「自分」で「〜であります」といった軍人口調だが、かなりハイテンションな性格。無類の巨神獣兵器マニア。
ユウオウ（Gorg）
声 - 前野智昭 / デザイン - 嵯峨空哉
タイプ - 攻撃 / 属性 - 水 / 武器 - アックス
手足や背中にヒレがある水泳選手のような外見の男性。力強い見た目や声とは裏腹に趣味はスイーツ作り。
ザクロ（Kora）
声 - 赤﨑千夏 / デザイン - 山下しゅんや
タイプ - 回復 / 属性 - 雷 / 武器 - ナックル
イナズマ型のツメがついた武器をはめた女子プロレスラーのような外見の少女。非常に明るくおしゃべりな性格。
ルクスリアの宿屋でヒカリとどちらが女子力が高いかで朝まで口論になり睡眠を妨げられたドライバー達から顰蹙を買ってしまう。
ムスビ（Vess）
声 - 高橋美紀 / デザイン - 麻宮騎亜
タイプ - 回復 / 属性 - 雷 / 武器 - ボール
女神のような神々しい外見の女性。見た目に反し声は幼い。得意料理はおむすび（味は絶品）。
グーラ・トリゴの街に住む老人ドフセイのブレイドで、クエストをクリアすると入手できる。
イダテン（Boreas）
声 - 平野綾 / デザイン - I-IV
タイプ - 回復 / 属性 - 風 / 武器 - ボール
大きな丸っこい姿をしたキャラクター。転がって移動でき、腹部が口になっていて大きく開けることができる。その名前の通り一瞬で他の巨神獣を往復できるほどに足が速い。
食べ物へのこだわりが強く、語尾に「ポッ」をつける。
外見や声からはわかりにくいが、システム上では男性に分類されている。
メイ（Vale）
声 - 千本木彩花 / デザイン - 梅津泰臣
タイプ - 攻撃 / 属性 - 闇 / 武器 - ランス
ゴシックパンクな服を着た女性。トゲがついた槍を持っている。
不良っぽい口調だが、中身は年頃らしいところがある。機織が得意で、召喚術の知識もある。所謂「ツンデレ」。
ヂカラオ（Wulfric）
声 - 武内駿輔 / デザイン - 相場良祐（CyDesignation）
タイプ - 攻撃 / 属性 - 地 / 武器 - ランス
黒い魔人のような姿をしている。威圧的な外見とは裏腹に穏やかな性格で態度も紳士的だが、その外見からモンスターと間違われてしまうのが悩みの種。
インヴィディアのボスモンスター「エルダー・スパイド」のブレイドで、倒すと手に入る「豪然たるコアクリスタル」から出現する。
名前の由来は日本神話に登場する力自慢の神「アメノタヂカラオ」から。
テンイ（Herald）
声 - 遠藤綾 / デザイン - 皆葉英夫（CyDesignation）
タイプ - 攻撃 / 属性 - 雷 / 武器 - キャノン
大型のドラゴンのような外骨格を纏った女性。常に浮遊している。
かつて自らの暴走でルクスリア王国のテオスピティ神殿を破壊し、ドライバーが自害することで収まった。その後神殿跡の封印の祭壇にコアクリスタルが封印された。指定されたアイテムを一定数納めるとコアクリスタルを入手できる。
新たに同調した後も自らの力の暴走により大きな災いをもたらしてしまうという事は認識しておりその事を常に恐れている。
グレン（Godfrey）
声 - 古谷徹 / デザイン - 岩本稔（バンダイナムコスタジオ）
タイプ - 防御 / 属性 - 氷 / 武器 - ハンマー
氷に覆われた男性。正義感に溢れた熱い性格。
キズナトークでは自身の属性が燃えるような炎ではなく氷であることに不満を持っている事がわかる。
ヤエギリ（Zenobia）
声 - 竹達彩奈 / デザイン - 岩本稔（バンダイナムコスタジオ）
タイプ - 攻撃 / 属性 - 風 / 武器 - アックス
強い相手を求めて修行中の少女。風神のような袋を持っている。ヒカリをライバル視しており、事あるごとに手合わせを申し込んでいる。
キズナリングの解放方法が特殊で、各地のユニークモンスターを倒すことで解放されていく。
ミクマリ（Praxis）
声 - 佐倉綾音 / デザイン - CHOCO
タイプ - 攻撃 / 属性 - 水 / 武器 - ランス
青い髪で右目に眼帯をした明るい性格の少女。
当初は別のドライバーのブレイドで、セオリとそのドライバーと共にコアクリスタル狩りをしており、クエストをクリアすると入手できる。レックス達のブレイドとなってからは、過去の罪を償うため奔走し、姉としてセオリと親交を深めていく。
セオリ（Theory）
声 - 川澄綾子 / デザイン - CHOCO
タイプ - 防御 / 属性 - 氷 / 武器 - 刀
クールな性格の少女剣士。左目に眼帯をしており、ミクマリと外見が似ている。
ミクマリと同じくコアクリスタル狩りのドライバーのブレイドで、ミクマリ入手後に発生するクエストをクリアすると入手できる。レックス達のブレイドとなってからは、ミクマリを「お姉ちゃん」と呼ぶようになる。
リンネ（Sheba）
声 - 小澤亜李 / デザイン - パセリ
タイプ - 攻撃 / 属性 - 水 / 武器 - キャノン
金髪のツインテールと古風な口調が特徴の女性。金とお茶会と女子が好き。一人称は「わらわ」。
グーラ・トリゴの街で売られている「受け継がれしコアクリスタル」を購入すると入手できる。
メノウ（Agate）
声 - 種﨑敦美 / デザイン - コザキユースケ
タイプ - 攻撃 / 属性 - 地 / 武器 - アックス
鉱石でできた斧を扱う女性型のブレイド。新しい鉱石を見つけ自分の名前を残す夢を持っている。虫が苦手。
カサネ（Kasandra）
声 - 水瀬いのり / デザイン - しらび
タイプ - 防御 / 属性 - 闇 / 武器 - ハンマー
幸運を求める黒髪の少女。後頭部に不気味なキツネのお面をつけているが、常にポジティブで、お面が不幸を呼び寄せていることにも気づいていない。
ユニークモンスター「大食らいのマーリン」を倒すと手に入る「幸運のコアクリスタル」から入手できる。
ツキ（Dahlia）
声 - 進藤尚美 / デザイン - 江端里沙（サテライト）
タイプ - 回復 / 属性 - 氷 / 武器 - ボール
氷の精霊のような美しい女性。京都弁で話し、氷の彫刻作りが得意。
ナナコオリ（Ursula）
声 - 日高里菜 / デザイン - 江端里沙（サテライト）
タイプ - 回復 / 属性 - 氷 / 武器 - ナックル
クマリンという名のシロクマを連れた少女。音楽の才能があるが極度の恥ずかしがり屋。
ブレイドクエストではノポン族の音楽プロデューサー「クピィタピィ」にその才能を認められアイドルとして活動することになる。
KOS-MOS Re：
声 - 鈴木麻里子 / デザイン - 田中久仁彦
タイプ - 攻撃 / 属性 - 光 / 武器 - キャノン
『ゼノサーガシリーズ』に登場する女性型アンドロイド。
この世界の人間には分からない世界樹などの旧文明のテクノロジーにも精通している。
ただし今作では他のブレイドの例に漏れず同調した時点で今までの記憶を失っている為ゼノサーガシリーズと同一人物かは定かではないが、傭兵団の任務を行う際にリーダーにするとゼノサーガに因んだ部隊名（エルデカイザー）になる。
T-elos Re：
声 - 鈴木麻里子 / デザイン - CHOCO
タイプ - 攻撃 / 属性 - 闇 / 武器 - アックス
『ゼノサーガシリーズ』に登場する女性型アンドロイド。Ver.1.40以降、本編をクリアするとコアクリスタルから入手可能。
ゼノサーガシリーズから武器や衣装が一新され、大鎌型のアックスを持ちミニスカートにメガネを掛けた姿で登場する。
KOS-MOS Re：と同じくゼノサーガシリーズとの接点は確認できないが、傭兵団の任務を行う際にリーダーにするとゼノサーガに因んだ部隊名（ヘブントラッカー）になる。

#### エキスパンション・パスの追加ブレイド
DLCの追加クエストや追加モードで仲間に出来るブレイド。ヒバナとカムヤ以外は他のブレイドと異なり、ドライバーの変更にオーバードライブを必要とせず、トラ以外のドライバーであれば自由にエンゲージすることが可能となっている。
新たなレアブレイド
ハナバスター（Poppibuster）
声 - 加瀬康之 / デザイン - 齋藤将嗣
タイプ - 防御 / 属性 - 光 / 武器 - ハンマー
2018年4月27日に配信された第1弾。ハナのデータを元にセンゾー博士に作られたノポン型の人工ブレイド。人型に変形、ハナMk-IIとの合体など、センゾー博士のロマンが詰まっている。人工知能が搭載されているため会話も可能で言葉使いも丁寧だが、性格には難があり融通がきかない一面もある。
ハナMk-II
声 - 久野美咲
センゾー博士に作られたもう一体のハナ。普段はハナバスターの胸部に合体する形で乗り込んでいる。彼女自身に意思は無く、ハナが遠隔操作している。発声時は拡声器を通した声で話す。
ヒバナ（Crossette）
声 - 高森奈津美 / デザイン - あっと
タイプ - 回復 / 属性 - 火 / 武器 - ボール
2018年7月27日に配信された第2弾。花火のような元気で活発な少女。激辛料理が得意で、ホムラを先輩と呼び慕っている。逆にヒカリとは反りが合わない。
アヴァリティアにいるノポンから渡される「躍然たるコアクリスタル」から入手できる。
カムヤ（Corvin）
声 - 村瀬歩 / デザイン - 足立慎吾
タイプ - 防御 / 属性 - 光 / 武器 - 打刀
2018年8月24日に配信された最終弾。マフラーのような黒翼を付けた青年。大勢の人からの頼みごとを一度に引き受けてしまう程の自信家で、キザな性格。ドライバーに渡す打刀とは別に「フツの刀」と呼ばれるもう一本の刀を所持しているが、あまりにも強力でドライバーには扱いが難しいため渡すことは無い。
アヴァリティアにいるノポンから渡される「神々しいコアクリスタル」から入手できる。
チャレンジバトルモード
過去のゼノブレイドシリーズからのゲストキャラクター。デザインはいずれも田中久仁彦が手がけている。当初はチャレンジバトルモードでしか使用できないが、特定のミッションをクリアすると褒美としてノポン・ダイセンニンからアルストにも同行できるアイテムを貰えるようになる。挑戦の地では精神体だけの存在で本物の肉体はそれぞれの世界に存在するため、アルストではブレイドという形でドライバーにエンゲージされる事で活動できる。
シュルク（Shulk）
声 - 浅沼晋太郎
タイプ - 攻撃 / 属性 - 光 / 武器 - モナド
前々作『ゼノブレイド』の主人公。『ゼノブレイド』の世界から「挑戦の地」に迷い込みレックスたちと出会い仲間に加わる。
フィオルン（Fiora）
声 - 中尾衣里
タイプ - 回復 / 属性 - 風 / 武器 - ナイフ
前々作『ゼノブレイド』のヒロイン。『ゼノブレイド』本編後半の機械の体ではなく人間の姿となっている。
エルマ（Elma）
声 - 桑島法子
タイプ - 攻撃 / 属性 - 闇 / 武器 - デュアルブレード
前作『ゼノブレイドクロス』の主要人物。チャレンジバトル「異界の戦士」ではノポン・ダイセンニンによって調整されたバトルシミュレーターを使用したことにより意識が「挑戦の地」へ飛ばされ、彼の計らいによりレックス達をバイアス人と誤認し襲い掛かる。敗北後はレックス達に攻撃したことを謝罪し、修行のためにレックスの仲間となる。

## 世界観
本作の舞台は「アルスト」と呼ばれる雲海に覆われた世界。「巨神獣（アルス）」と呼ばれる巨大生物が存在し、人々は巨神獣に国を築き生活している。しかし巨神獣は老齢により雲海に沈みかけている。中心にそびえたつ「世界樹」の上には、豊穣の台地が広がる理想郷「楽園」があると言われている。
アヴァリティア商会
大国間の緊張関係をよそに軍需物資の公益で潤う商人の共同体。ノポン族の住処。巨神獣としては大きくはないものの、普段は多くの店がひしめき、商魂たくましいノポンたちと買い物客でにぎわっている。巨神獣の名は「ゴルトムント」。かなりのんきな性格で誰かが動力室のケージを回して刺激を与えないと動こうとしない。
世界に11あるノポン商会の中でも最も大規模な商会。創始者はノポン商会を作り、語尾に「も」をつける近代ノポン語を最初に使ったキャプテン・ノポポンの末裔と言われている。そのノポンはドライバーだったのだが、戦争による混乱の時代においてブレイドを戦いではなく商売の道具として活用し、危険な地域に積極的に赴き様々な交易で富を得たという。
名前の由来は「七つの大罪」のひとつ「強欲」のラテン語「avaritia」。
グーラ
自然豊かな地で木材輸出が盛ん。現在はスペルビアの支配下にある。見渡す限りの草原が広がっており、「見晴らしの丘」と呼ばれる美しいロケーションがある。スペルビア軍が駐留する「トリゴの街」は活気にあふれているが、他の街や村は木材や農作物の多くをスペルビアに輸出しており多くの人が生活に苦しんでいる。グーラ人は獣のような耳が特徴。かつては共和国制で様々な部族が集まっていたという。『黄金の国イーラ』でも舞台の一つとして登場し、500年前はまだ未開の地だった。
名前の由来は「七つの大罪」のひとつ「暴食」のラテン語「gula」。
インヴィディア烈王国
巨神獣の体内を国土とし、発達したバイオ技術を持つ自然主義国家。スペルビアと違い巨神獣戦艦はなるべく元の形を維持したものになっている。スペルビアとの長きにわたる戦争によって資源が枯渇し、一般市民は配給に頼るなど不自由な生活を余儀なくされている。体内には広大な洞窟が広がっており、昼間は半透明な背中から日光が射しているが、夜になると発光する植物が幻想的な景色を作り出す。首都はフォンス・マイム。
現女王ラゲルトのセーロスア公国を中心とした6つの大貴族によって統治されている。各貴族は「玉印の指輪」というそれぞれの家紋が刻まれた指輪を所有しており、インヴィディアの国旗は6つの家紋を組み合わせたものになっている。かつては9つの貴族で統治されており、その中にはセーロスア公国と並ぶ力を持っていたエンヴィア公国という貴族が存在したが、後継者が次々に急死し滅亡した。この謎の死には他の貴族による謀略ではないかという噂もある。また、エンヴィア公国の長にはグーラ人との間に隠し子がおり、その子供の子孫がグーラに生存しているという噂もある。
名前の由来は「七つの大罪」のひとつ「嫉妬」のラテン語「invidia」。
フレースヴェルグ
ヴァンダム率いる傭兵団。インヴィディアの頭部近くに拠点の村がある。村には傭兵団のメンバーだけでなく、各地で起きる戦争で居場所を失った戦争孤児たちも暮らしている。ヴァンダム亡き後は彼の遺言によりレックスが引き継ぐことになる。
カラムの遺跡
フォンス・マイムにある大階段を登った先にある遺跡。500年前、英雄アデルがメツに対する抵抗軍を決起した地でヒカリが最初に目覚めた場所。レックス達とイーラとの戦いでは再びヒカリが目覚めた。この戦いでヴァンダムが死亡し彼の墓が建てられた。
スペルビア帝国
機械技術で滅びに瀕する巨神獣を制御する軍事国家。アルストでは最も歴史ある国家で、人口はインヴィディアよりも多い。高度に機械化された軍事力を持つが、戦力はインヴィディアよりも劣るとされている。地熱をエネルギーとして活用しており、高度な機械文明を維持している。しかし、その影響で砂漠化が進んでいる。国土の荒廃と資源不足から他国への侵略を行っており、アルストの大国インヴィディアとの間に緊張が高まっている。帝都はアルバ・マーゲン。
地域がら暑い気候で地熱を利用した技術やサルベージで得た技術を利用して発展してきた。巨神獣の寿命が終わりに近づくにつれ地熱の温度はさらに上昇し地熱利用技術はさらに発展したが、農作物の収穫量は年々減っていっている。やがて巨神獣に住めなくなることを見越した元老院は将来スペルビアから移り住むため10年前にグーラを植民地にした。
名前の由来は「七つの大罪」のひとつ「傲慢」のラテン語「superbia」。
ブリューナク
スペルビアの反帝国組織。上層・第2採掘場入口の先に拠点がある。構成員は愛国心に溢れた生粋のスペルビア人で、スペルビアの勢力拡大のため穏健派の現皇帝ネフェルを引きずりおろそうとしている。一部の元老院議員が後ろ盾についていると言われている。リベラリタスの反帝国組織リントヴルムとは目的が違うため互いに対立している。ストーリーには関わらないが、いくつかのクエストで敵対することになる。
テンペランティア
聖杯大戦で滅んだ亡国ユーディキウムがあった地。ユーディキウムは生物の技術の粋を極めた当時のアルストを代表する文明国家で、マンイーター発祥の地としても知られる。国としては滅んだが当時作られた巨神獣兵器がいくつか眠っている。現在インヴィディアとスペルビア間では非武装の政情緩衝域となっている。
名前の由来は「七つの美徳」のひとつ「節制」ラテン語「temperance」。ユーディキウムの名前の由来は「判決」「審判」を意味するラテン語「judicium」。
リジデリア王国
はるか昔に存在したとされる神秘の王国。自由に移動し人の目に触れることがない幻の巨神獣だったが、テンペランティアでモンスターの襲撃を受け一夜にして巨神獣もろとも沈んだという。
アーケディア法王庁
巨神獣を敬い信仰する宗教国家。人類の魂の救済を目指している。ブレイドを生み出すコアクリスタルの管理・供給を掌握し、軍事にも強い影響力を持つ。アーケディア人は青い肌が特徴で、寿命が長い。各地で起きた戦争による難民を受け入れているが、アーケディアは敷地がそれほど広くなく全ての難民に満足な生活を与えることができておらず、元々アーケディアに住む人々からも不満の声が出ている。また、一部の難民はブレイドを管理するアーケディアが戦争の原因とみなし、ブレイド施策に対する抗議デモが起きている。
ストーリー8章途中からアーケディアに行くことはできなくなり、アーケディア内で発生するクエストは進められなくなる。傭兵団の依頼や発展度はリベラリタス島嶼郡に統合される。世界樹でのイーラとの戦いでアーケディアの巨神獣は雲海に沈み、脱出した一部の人々は他国に避難した。
名前の由来は「七つの大罪」のひとつ「怠惰」のラテン語「acedia」。
ルクスリア王国
古代からの文化を守り続けている国家。巨神獣の低体温の影響で寒冷地である山岳地帯が多い。一方、巨神獣の甲羅内部は超高温になっている。王都テオスアウレの市場は一見活気にあふれているが、店の大半は他国から裏で仕入れた作物を高値で売っている闇市で、地産の作物はほとんど出回らず、行政も闇市がはびこる現状を黙認している。巨神獣は巨大なカメのような姿をした「ゲンブ」。
聖杯大戦の英雄アデルの末裔が興した国家と言われているが、実際は反アデル派がアデルの名を利用して建国した。この事実が他国に知られることを避けるため長年にわたり鎖国しており、国民の大半もこの事実は知らない。アーケディアからはこの事実を黙認する見返りとして毎年一定量のコアチップを献納することを要求されており、これがゲンブの低体温化、そして作物の不作につながっている。かつてルクスリアの民はゲンブ大湿原に住処を作り暮らしていたが、ゲンブの衰えと共に危険なモンスターがはびこるようになった。そのため、人々はモンスターを避けるため、巨大な柱を建てそこに居を構えるようになった。
名前の由来は「七つの大罪」のひとつ「色欲」のラテン語「luxuria」。
リベラリタス島嶼郡
山のような雲海と複数の小さな巨神獣がつながった群島で、島同士を行き来できる。小型の巨神獣は大型の巨神獣の周りをまわっており、大型の巨神獣は雲海の山脈の中心にいる。山脈には巨神獣同士の力場が作るトンネルがある。
名前の由来は「七つの美徳」のひとつ「救恤」のラテン語「liberalitas」。
イヤサキ村
レックスの故郷。他国の戦争とは無縁なのどかな村。村の子供たちは崖から雲海に飛び降りる遊びで雲海の泳ぎ方を覚える。レックスもこの経験がサルベージャーに生かされている。聖杯大戦後、英雄アデルが建てた村で「英雄の村」とも呼ばれる。
リントヴルム
イヤサキ海域にある軍島リントヴルムに拠点を置くスペルビアの反帝国組織。スペルビア人以外で構成された組織で、インヴィディアの貴族やノポンの商人が裏にいるとされている。首領のドーンはアヴァリティア商会会長バーンの父親で、バーンから秘密裏に資金援助を受けており、スペルビアだけでなくいずれはアルスト全ての国家壊滅を狙っている。ブリューナク同様ストーリーには関わらないが、いくつかのクエストで敵対することになる。
エルピス霊洞
島嶼郡の中心にいる大型の巨神獣の奥深くに続いている霊洞。入口はリベラリタスの者でなければ開けられない。霊洞内にある粒子がエーテルを吸収して発光しており、これにより周囲のエーテル場が希薄になっている。そのためブレイドには大きな負荷がかかりまともに歩くことも難しく、人工ブレイド以外のブレイドは必殺技のレベルが1までしか貯まらない。かつてアデルはイヤサキ村を建てた後、ここの最深部に天の聖杯の第三の剣を封印した。この噂を聞きつけた者が何人も入っていったが一人も生還した者はいない。
イーラ王国
聖杯大戦の英雄アデルの出身国。ユーディキウムと並ぶ文明大国で、機械技術の粋を極めた国家だった。巨神獣は竜のような姿。かつて強大な力で1000年にわたりアルストに君臨していたが、力を封印されおとなしくなった。普段は首をたたんで休眠しているため、穏やかで住みやすい環境となったが、聖杯大戦で巨神獣がモルスの地に沈み、生き残った人々もアーケディアの襲撃を受け滅亡した。アデルを中心とする派閥は巨神獣を畏れ敬い、ブレイドと人間の共存を目指していたが、全ての者が賛同していたわけではなく、巨神獣を利用し人間による統治を掲げる反アデル派は聖杯大戦後アデルの末裔を名乗り新たにルクスリア王国を興した。『黄金の国イーラ』では主な舞台として登場する。
名前の由来は「七つの大罪」のひとつ「憤怒」のラテン語「ira」。
モルスの断崖
世界樹近く大空洞の側壁付近にある朽ちかけた巨神獣が集まる地。モルスの地へと通じており、世界樹への近道にもなっている。
モルスの地
雲海の下に広がる死者の国と言われる地。アルストができるはるか以前に滅んだ文明の成れの果てで、コアクリスタルを生み出す過程でモンスター化した人間が徘徊している。市街の先には古王国イーラの巨神獣の死骸があり、その先には世界樹の根元がある。
世界樹
アルストの中心にそびえ立つ巨大な樹木。内部は巨大な人工の塔になっており、塔に巨大植物が巻きついている。第一低軌道ステーションにつながっていることから、元は軌道エレベータとも言える。
第一低軌道ステーション
世界樹を登った先の大気圏上にある宇宙ステーション。アルストの人々が「楽園」と呼ぶ地はここにあり、ホムラが見た夢では緑が生い茂っていたが、現在は廃墟となっている。古ぼけた教会の地下にはアルストの創造主クラウスがいる神の部屋があり、最深部には最強の僕「アイオーン」の格納庫がある。

## 設定・用語
ブレイドとドライバー
光を放つ結晶「コアクリスタル」に人が触れることで武器と共に誕生する亜種生命体「ブレイド」。姿は人間と変わらない者や獣人など様々だが人間と変わりない感情や知性を持ち、生み出した人間「ドライバー」とともに成長していく。ドライバーはブレイドと同調することで多種多様な能力を行使できる。同調できるのは人間だけでなく、ノポン族やモンスターとも同調できる。ただし、ドライバー適性のない者がコアクリスタルに触れると大きな負荷がかかり、最悪死に至ることもあるため、同調には危険が伴う。トラは3日間鼻血が止まらなくなったらしい。ブレイドの力は空間に存在する「エーテル」というエネルギーが使われており、エーテルの流れを制限されると能力をうまく発揮できなくなる。ブレイドはコアクリスタルを破壊されない限りどんな傷を負ってもすぐに再生できる。ドライバーの死亡やブレイド自身がコアを破壊されると輝きを失った状態のコアクリスタルに戻り、時間の経過で輝きを取り戻すと再度同調が可能となるが、以前の記憶は失われてしまう。また、ブレイドは同調するドライバーの容姿や性格に影響を受けることがある。
太古に存在したブレイドは武器を生成することができず、ドライバーとの関係も希薄だった。ブレイドは単体でアーツを行使できるが限定的で、ドライバーに対して使うブレイドアーツの効果も微々たるもので、戦場での運用は人間の補佐的な役割を超えるものではなかったという。やがて、ごく僅かではあるが武器を生成できるブレイドが誕生するようになり、ブレイドの武器をドライバーが使うとアーツの効果が何倍にもなり、ドライバー自身の身体能力も大きく上昇することが判明した。また、ドライバーがアーツを使うごとに武器に送られたエーテルエネルギーの一部が純化・圧縮・蓄積され、それをブレイドが開放することで通常のアーツよりもはるかに強力な「必殺技」を繰り出せるようになった。これらによりブレイドとドライバーの関係は以前よりもはるかに緊密なものへとなり、両者が一体となった戦法が確立されるようになり、やがてすべてのブレイドが武器を持った状態で、誕生するようになっていった。
巨神獣（アルス）
アルストに存在する巨大生物。雲海の世界「アルスト」においては大地に等しく、人々が生きていく上では欠かせない存在。姿や大きさは多種多様でセイリュウのように人間と直接話せる種もいる。人間に対しては友好的でスペルビアのように機械で無理やり制御されても抵抗することはない。
世界が崩壊する前に存在した生命の記憶を宿した素子「コアクリスタル」が雲海の分子構造と結びつき形成し生まれた生物で、長い年月をかけて新たな生命体を作り出す過程で現在アルストで生きる人間を生み出していった。ブレイドも巨神獣から生まれた存在で、巨神獣の体内でコアクリスタルが作られ、命が完全に尽きたブレイドは巨神獣の体内に還り別の巨神獣へと変態していく。
天の聖杯
神によって生み出された特別なブレイド。「マスターブレイド」とも呼ばれ、そのドライバーとなった者「マスタードライバー」は全てのブレイドを使役できる。胸部には扉〈ゲート〉を模した形状の特別なコアクリスタルを有しており、扉〈ゲート〉から直接エネルギーを取り出す事ができる。そのため、ドライバーを介さずとも全ての力を発揮できる、プネウマのように超常的な力を行使するができる、コアを失ってもすぐには消滅せずしばらくは存在できる、等の通常のブレイドとは異なる特徴を数多く持つ。
また、天の聖杯は全てのブレイドを管理する役目を与えられており、天の聖杯のコアクリスタルにはそれぞれのブレイドが得た外界からの淘汰圧や同調した生命体の情報、更には経験や感情までもが記録されている。これら蓄積された情報を基に新たな進化コードをそれぞれのブレイドのコアクリスタルに送り返し、さらなるブレイドを生み出し、やがてそのブレイドは巨神獣となりさらなる生命体を生み出すという命の循環を作り出している。
僕（デバイス）
天の聖杯が使役できる大型機動兵器。いずれも頭上に天使のような光輪を持つ。ヒカリが主に使役する「セイレーン」、世界樹を守護する「サーペント」、メツが行使する「ガーゴイル」、第一低起動ステーションの格納庫に保管されている最強の僕「アイオーン」は世界を滅ぼせる程の強大な力を持つ。500年前の天の聖杯であるヒカリとメツが激突した「聖杯大戦」では多くの僕が投入された結果、3体の巨神獣が雲海に沈み各地に多くの傷跡を残した。
元々は扉〈ゲート〉やオービタルリングを守る為にトリニティ・プロセッサーが開発した機動端末兵器群(デバイス)であり、それ以前の人類が開発してきた兵器とは違う多くの特徴を有している。最大の特徴は駆動に必要なエネルギーを扉〈ゲート〉から直接取り出す事のできる「スレイブ・ジェネレイター」を搭載している点である。これにより稼働時間の制約から解放され、兵器としての戦闘力も飛躍的に向上した。デバイスの胴体部には、扉〈ゲート〉を模したクリスタルが埋め込まれており、これがスレイブ・ジェネレイターのレシーバー(受信機)となっている。
トリニティ・プロセッサー
扉〈ゲート〉の研究機関であるアオイドスが作った合議型人工知性群。「プネウマ」「ロゴス」「ウーシア」の3つの生体素子を採用したプロセッサー群から成る。プロセッサーの各々を異なる仮想空間で育成することで個性を獲得させ、その合議により人間の判断に拠らない扉〈ゲート〉の管理運営を可能にすることを期待されていた。扉〈ゲート〉を開いた際に発生した時空転移現象で「ウーシア」を、閉じられた世界（前作の世界）に失ってしまう。
アルストの世界では「プネウマ」「ロゴス」の2つでブレイドの管理を行っていた。マルベーニによって楽園から持ち出された後、「プネウマ」はアデルと同調し「天の聖杯・ホムラ/ヒカリ」として、「ロゴス」はマルベーニと同調し「天の聖杯・メツ」として誕生した。
マンイーター
人間の細胞と融合したブレイド。マンイーターとなったブレイドはより特異な能力を身につけるが成功例は少ない。拒絶反応が出ることもあり、シンはその能力の使用に制限を抱えている。マンイーターは単身でもブレイドとしての力を発揮できドライバーが死んでもコアクリスタルに戻ることはないが、コアクリスタルを破壊されるか寿命がくると消滅してしまう。外見上の特徴として、通常のブレイドでは青色のコアクリスタルに赤色が混じっている。
マンイーターとは逆にコアクリスタルを体内に移植した人間は「ブレイドイーター」と呼ばれる。どちらも亡国ユーディキウムが発祥で、その技術はアーケディアに受け継がれている。
神聖なる鎖（サンクトスチェイン）
ルクスリア王家が管理するヒカリの僕「サーペント」の制御コア。聖杯大戦後、古王国イーラの反アデル派は神聖なる鎖を偶然手に入れ、これを利用しルクスリア王国を建国した。そして再生したサーペントに何人たりとも世界樹に近づけるなという命を与え、世界樹周辺に巨大な大空洞が発生した。これにより聖杯大戦以降誰一人世界樹へ行くことはできなかった。
扉〈ゲート〉
21世紀初頭にアフリカで発見された磁気異常物質。当初はエネルギー保存則を無視した永久機関であることしか分からなかったが、アオイドスによる研究が進んだ結果、多元的な世界同士を繋げる扉（マルチバース・ジョイント）であると判明した。地上にあると有事の際の被害が甚大になることが想像に難くないため、第一低軌道ステーション”ラダマンティス”に移送された。
相転移実験によってクラウスが扉〈ゲート〉を開いた結果、多くの人やものが次元の彼方に消失し、残ったのはモルスの地と呼ばれる廃墟だけであった。
アオイドス
クラウスらが所属しているオービタルリングを拠点にした扉〈ゲート〉研究機関。ゲート〈扉〉の研究拠点として三基の軌道塔ビーン・ストーク、各々の頂きに第一低軌道ステーション（ラダマンティス）、第二低軌道ステーション（アイアコス）、第三低軌道ステーション（ミーノース）、そして3つの低軌道ステーションを接続したオービタルリングを建造した。さらに、扉〈ゲート〉の管理運営の為の人工知性群トリニティ・プロセッサーを開発した。
コアクリスタルも本来は人間の脳細胞を再現するためにアオイドスが開発、研究していたものである。

## エキスパンション・パス
追加コンテンツのダウンロードが可能になる有料DLC。ゲーム発売日と同時に配信を開始した。限定クエストや追加要素が解放されたり、攻略に役立つアイテムなどが入手可能となる。
新たなレアブレイド
解放される専用クエストなどで入手可能。詳細はエキスパンション・パスの追加ブレイドを参照。
本編の追加クエスト
- 第1弾

2018年1月19日配信。
- 第2弾

2018年3月30日配信。
- 第3弾

2018年5月25日配信。
- 最終弾

2018年7月27日配信。
冒険をサポートするアイテム
- 第1弾

2017年12月1日配信。「バーンから届いた追加の軍資金」など4つのアイテムセットがプレゼントされる。
- 第2弾

2017年12月22日配信。「ドライバー必需品セット」など4つのアイテムセットがプレゼントされる。
- 第3弾

2018年1月19日配信。「ドライバー必需品セット2」など4つのアイテムセットがプレゼントされる。
- 第4弾

2018年3月2日配信。「ドライバー必需品セット3」など2つのアイテムセットがプレゼントされる。
- 最終弾

2018年9月14日配信。「エピック・コアクリスタル」など3種類のアイテムがプレゼントされる。
冒険をサポートする機能
2018年6月15日配信。オプションのゲーム設定に様々な新機能が追加される。
オートバトル機能：抜刀後、操作キャラが自動で攻撃を行うようになる。
必殺技ボタンチャレンジ自動成功機能：ボタンチャレンジ演出をGOOD扱いでスキップする。
エネミーの索敵変更機能：ユニークモンスターなどの一部を除く敵から索敵されなくなる。
2018年7月27日更新
難易度に「極」「カスタム」を追加。カスタムでは細かく難易度を調整できる。
スペシャルBGM切替：シュルク・フィオルンをパーティに編成時、ユニークモンスター戦BGMを『ゼノブレイド』の「名を冠する者たち」に変更できる。
2018年8月24日更新
スペシャルBGM切替追加：エルマをパーティに編成時、ユニークモンスター戦BGMを『ゼノブレイドクロス』の「Uncontrollable」に変更できる。
チャレンジバトルモード ～ノポンの挑戦状～
2018年6月15日配信。ゼノブレイドシリーズのキャラクター達と共に、異空間「挑戦の地」で特定の条件上で出現する敵の群れを倒すモード。敵からドロップする「エーテルキューブ」を集めることで、量に応じてチャレンジ終了時に得られる報酬が変化する。報酬の中にある「ノポンクリスタル」というアイテムを集めると、キャラクターの衣装を変更できるアイテムと交換できる。
Ver. 1.5.2では、新キャラ、衣装、チャレンジバトルが追加された。
追加シナリオ
以下を参照。

## ゼノブレイド2 黄金の国イーラ
『ゼノブレイド2 黄金の国イーラ』（英: Xenoblade Chronicles 2: TORNA 〜 THE GOLDEN COUNTRY）は、2018年9月14日に配信されたゼノブレイド2の追加コンテンツの一つ、およびモノリスソフトが開発し、任天堂より2018年9月21日に発売されたNintendo Switch用コンピュータRPG。

### 概要
2018年6月13日に配信された「Nintendo Direct: E3 2018」で発表された『ゼノブレイド2（以下、本編）』の追加コンテンツ「エキスパンション・パス」の追加シナリオ。本編でレックスと対峙した秘密結社イーラの首魁、シンを主人公に、本編から500年前に起きた聖杯大戦が描かれる。プレイには本編のソフトとエキスパンション・パスの購入が必要。また、本編を所持していない人向けに同シナリオのみを収録した追加コンテンツとしては異例のパッケージ版としても発売された。パッケージ版には本編の同シナリオを除くエキスパンション・パスの追加コンテンツをダウンロードすることができるダウンロードコードが付属している。

### ゲームシステム
本編とは異なり、戦闘はドライバー1人、ブレイド2人の3人チームで行う。ドライバーも属性をもっており、武器スロットを変更することで属性を変更できる。本作ではブレイドも操作可能となり、前衛と後衛を切り替える「アタッカースイッチ」と操作ブレイドを切り替える「ブレイドスイッチ」で操作するドライバーやブレイドを入れ替えることができる。
本編と同じく様々なクエストがあり、クリアすると信頼してくれた人が「ヒトノワ」となり広がっていく。旅の途中の拠点では「キャンプ」を行うことができ、宿屋のようにレベルを上げたりポーチアイテムや貴重品を作る「クラフト」をすることができる。

### 登場人物
ゼノブレイド2本編に登場した人物の詳細に関しては上記の登場人物の項を参照。

#### メインキャラクター
チーム・ラウラ
ラウラ
声 - 早見沙織
武器 - 組み紐
シンとカスミのドライバー。
シン
声 - 櫻井孝宏
属性 - 氷 / 武器 - 古刀
本作の主人公。本編では秘密結社「イーラ」の首魁。
カスミ
声 - 早見沙織
属性 - 風 / 武器 - 錫杖
本編ではマルベーニのブレイドで、「ファン・レ・ノルン」と名乗る。
チーム・アデル
アデル
声 - 半田裕典
武器 - クレイモア
ヒカリとミノチのドライバー。
ヒカリ
声 - 下地紫野
属性 - 光 / 武器 - 聖杯の剣
アデルのパートナーである天の聖杯。
ミノチ
声 - 三木眞一郎
属性 - 闇 / 武器 - ガンナイフ
アデルのブレイドとして同行するマンイーター。本編に登場したインヴィディアの劇場座長であるコールの若い頃の姿。
チーム・ユーゴ
ユーゴ（Hugo）
声 - 石田彰
武器 - ロングソード
カグツチとワダツミのドライバー。500年前のスペルビア帝国皇帝で、フルネームは「ユーゴ・エル・スペルビア」。
現スペルビア皇帝ネフェルとメレフの先祖で、顔立ちはネフェルと瓜二つ。国民想いで、自らブレイドを率い前線に立つ勇敢な性格。スペルビアの皇位を継ぐ者は、代々引き継がれる皇旗であるカグツチとワダツミを率い最前線で戦うことが責務になっている。本来皇位は兄が引き継ぐ予定だったが、兄にはドライバー適性がなかったためユーゴが皇位を引き継いだ。本人は自分の境遇に対し、国民を守るための戦いに身を置けることは本望だと感じている。アデルとは以前からの顔見知りで元々親しい間柄だった。当時のスペルビアの料理は他国からの評判が悪く、ユーゴはそんなことはないと思っているが、アデル達が卒倒するほどの不味さであるヒカリの料理を平然と食べられるなどかなりの味音痴のようである。
各地で起きる天の聖杯メツによる被害を自ら兵を率い各地を調査していたところアデル達と遭遇し、共にイーラ王国に向かうことになる。最終決戦ではイーラのコアが破壊された余波エネルギーからアデルを庇い命を落とす。ユーゴの遺体とカグツチ、ワダツミのコアクリスタルはスペルビア本国へ送られた。
カグツチ
声 - 伊藤静
属性 - 火 / 武器 - サーベル
本編ではメレフのブレイド。
ワダツミ
声 - 池田秀一
属性 - 水 / 武器 - 刀
本編ではネフェルのブレイド。

#### サブキャラクター
メツ
声 - 中村悠一
もう一人の天の聖杯。
サタヒコ
声 - 長久友紀
ラウラに保護された戦災孤児の少年。
マルベーニ
声 - 諏訪部順一
アーケディアの助祭。メツとミノチのドライバー。
セイリュウ
声 - 千葉繁
イーラから生まれた巨神獣。アデルとは旧知の仲。
ミルト
声 - 森下由樹子
アデルを慕うグーラ人の少年。明るい性格で、サタヒコにとっては兄貴分、ヒカリにとっては良いツッコミ役。
3年前村が洪水にあいアデルに助けられ従者として行動を共にするようになった。ヒカリとは1年ぐらいの付き合い。アデル達がメツとの最終決戦に向かった際は、サタヒコと共に王都に残るもメツのセイレーンによる攻撃からサタヒコを庇い死亡した。
イーラ王
声 - 牛山茂
古王国イーラの最高権力者であり、アデルの父親。アデルを信頼しており、メツの討伐を託す。多くの人望を集めるアデルに自分とは違う新しい王の姿を見出していた。ヒカリとメツの衝突によりイーラの巨神獣が沈み始め、ゼッタから脱出を促されたが拒否しイーラの巨神獣に留まり、アデルに後を託し崩れゆく王宮と運命を共にした。
ゼッタ
声 - 加瀬康之
イーラ王の弟で、アデルの叔父。かつてヒカリと同調に失敗しており、民や兄から人望があるアデルに対し嫉妬しており、何かと難癖を付けてくる。イーラの巨神獣が沈んだ後、アーケディアに逃れた。
ラダリア
声 - 増谷康紀
107代アーケディア法王。宗教・軍事においてアルストに大きな影響力を持つ人物。聖杯大戦終結後、マルベーニに毒殺された。
バルトリッチ
声 - 小原雅人
アーケディアの枢機卿。若い男性。法王がメツを利用しようとすることを不安視している。聖杯大戦終結後、マルベーニに暗殺された。
スタニフ
声 - 掛川裕彦
アーケディアの研究者。マルベーニと結託している。人とブレイドの遺伝子構造が似ていること、ブレイドがやがて巨神獣に進化することに注目し、神がこの世界で何をなさんとしているかを究明しようとしている。だがそのためなら非人道的行為も辞さない狂気的な面がある。
ゴウト
声 - 咲野俊介
シンやラウラと深い因縁がある盗賊。
17年前、イーラ王国の宝物庫からシンのコアクリスタルを盗み出し高値で売りさばこうとし、ラウラが誤って同調させるとラウラを殺して再びシンをコアに戻そうとしたが、シンに右腕を切り落とされた。以降、右腕が義手になりコアクリスタルのブローカーとして活動し、マルベーニに引き渡していた。
ラウラを見つけると復讐を狙い、シンがラウラから離れた隙をつき傭兵を率いラウラを襲うも撃退され、駆けつけたシンに今度は左腕を切り落とされる。命だけは見逃され逃走するも、アーケディアに捕らえられる。その後、スタニフによってブレイドイーターの実験台に利用され、異形の姿に変貌し再びラウラに襲い掛かるも返り討ちにあい完全に消滅した。

## 客演作品
ゼルダの伝説 ブレス オブ ザ ワイルド
2017年3月3日発売のNintendo Switch用ゲームソフト。
2017年11月9日に配信された更新データ（Ver.1.3.3）をダウンロードすることで、レックスのコスチュームを手に入れることができる。
大乱闘スマッシュブラザーズ SPECIAL
2018年12月7日発売のNintendo Switch用ゲームソフト。
ゲーム内収集要素「スピリッツ」に本作のキャラクターが登場している。スピリッツのヒカリは胸元が閉じられ、黒いスパッツが追加されている。このデザインは「多人数戦闘用衣装」として、本作にもアップデートにより逆輸入的に実装された。また、戦闘BGMとして本作を出典とする楽曲が収録されている。
2019年4月18日から配信されているダウンロードコンテンツ「ファイターパス」を購入することで、レックスを模したMiiファイターコスチュームが入手できる。
2021年3月5日からはプレイアブルキャラクター「ファイター」として、ホムラとヒカリがダウンロードコンテンツとして配信。ヒカリは前述の多人数戦闘用衣装であるほか、ホムラも露出が抑えられたデザインとなっている。また、これに合わせて新規に複数のキャラクターがスピリッツとして追加され、そのうちプネウマのイラストはオリジナルキャラクターデザインの齋藤将嗣により新規イラストが書き起こされている。